# Bahnstrecke Berlin–Wriezen
| Gleisanlagen in Blumberg (b Berlin), 2015 | |                                             |                                             |
| | |                                             |                                             |
| Streckennummer (DB): | 6011 Biesdf Kr S-Bahn – Ahrensfelde S-Bahn 6072 B-Lichtenberg – Ahrensfelde 6078 B Wriezener Gbf – Biesdf Kr West 6528 Ahrensfelde – Wriezen 6531 Biesdf Kr West – Springpfuhl Nord |                                             |                                             |
| Kursbuchstrecke (DB): | 209.25 B-Lichtenberg – Werneuchen 200.70 S-Bahn |                                             |                                             |
| Kursbuchstrecke: | 94d, 110h (1934) 101b (1946) |                                             |                                             |
| Streckenlänge: | 61,2 km |                                             |                                             |
| Spurweite: | 1435 mm (Normalspur) |                                             |                                             |
| Streckenklasse: | MC4 S-Bahn MD4 Biesdf Kr Nord – Ahrensfelde CM4 Ahrensfelde – Werneuchen |                                             |                                             |
| Stromsystem: | S-Bahn Berlin: 750 V = |                                             |                                             |
| Maximale Neigung: | 10 ‰ |                                             |                                             |
| Minimaler Radius: | 300 m |                                             |                                             |
| Streckengeschwindigkeit: | B-Lichtenberg – Biesdf Kr West: 100 km/h Biesdf Kr West – Biesdf Kr Nord: 60 km/h Biesdf Kr Nord – Ahrensfelde: 100 km/h Ahrensfelde – Werneuchen: 80 km/h                          |                                             |                                             |
| | |                                             |                                             |
| \| \| \| Stadtbahn von Friedrichstraße \| \| \| \| \| Berlin Ostbahnhof \| \| \| \| 0,00 \| Berlin Wriezener Bf \| Berlin Wriezener Bf \| \| \| \| vom Ostbahnhof (alt) \| \| \| \| \| Berlin Warschauer Straße \| \| \| \| \| Anschluss Bahnbetriebswerk \| \| \| \| \| zur Ringbahn \| \| \| \| \| Berlin Ostkreuz Ringbahn \| \| \| \| \| nach Frankfurt (Oder) \| \| \| \| \| Verbindung Ringbahn–Rummelsburg \| \| \| \| \| Berlin Nöldnerplatz \| \| \| \| \| von der Ringbahn \| \| \| \| 4,44 \| Berlin-Lichtenberg \| 39 m[3] \| \| \| \| Biesdorfer Kreuz West (Abzw) \| \| \| \| 6,19000,00 \| Berlin-Friedrichsfelde Ost \| Berlin-Friedrichsfelde Ost \| \| \| \| \| \| \| \| \| nach Strausberg und nach Biesdf Kr SW \| \| \| \| 6,95000,00 \| Biesdf Kr S-Bahn (Abzw) \| Biesdf Kr S-Bahn (Abzw) \| \| \| \| S-Bahn nach Strausberg \| \| \| \| 5,69 \| Friedrichsfelde Friedhof \| Friedrichsfelde Friedhof \| \| \| 6,63 \| Magerviehhof (ehem. km 7,65) \| Magerviehhof (ehem. km 7,65) \| \| \| \| BAR von Grünauer Kreuz und von Strausberg \| \| \| \| 7,90 \| Biesdorfer Kreuz Nord \| Biesdorfer Kreuz Nord \| \| \| 8,75000,00 \| Berlin Springpfuhl \| Berlin Springpfuhl \| \| \| \| ITF nach Berlin-Tegel \| \| \| \| \| Herzbergkurve zum GAR \| \| \| \| \| Güteraußenring (GAR) \| \| \| \| \| BAR nach Karower Kreuz \| \| \| \| \| S-Bahn nach Wartenberg \| \| \| \| \| BAR vom Biesdorfer Kreuz \| \| \| \| 9,75000,00 \| Berlin Poelchaustraße \| Berlin Poelchaustraße \| \| \| 10,70009,98 \| Berlin-Marzahn \| 54 m \| \| \| 11,60000,00 \| Berlin Raoul-Wallenberg-Straße \| Berlin Raoul-Wallenberg-Straße \| \| \| 12,50000,00 \| Berlin Mehrower Allee \| Berlin Mehrower Allee \| \| \| 14,40013,70 \| Ahrensfelde \| 61 m \| \| \| \| Landesgrenze Berlin/Brandenburg \| \| \| \| 14,72 \| Ahrensfelde Friedhof \| Ahrensfelde Friedhof \| \| \| 16,00 \| Ahrensfelde Nord \| Ahrensfelde Nord \| \| \| 16,90 \| Blumberg-Rehhahn \| Blumberg-Rehhahn \| \| \| 18,54 \| Blumberg (b Berlin) \| 78 m \| \| \| 23,30 \| Seefeld (Mark) (ehem. km 23,55) \| 76 m \| \| \| 28,04 \| Werneuchen \| 78 m \| \| \| 32,20 \| Werftpfuhl (kein PV) \| Werftpfuhl (kein PV) \| \| \| 35,53 \| Tiefensee (kein PV) \| 94 m \| \| \| 36,00 \| (Beginn Draisinenstrecke) \| (Beginn Draisinenstrecke) \| \| \| 39,99 \| Leuenberg \| Leuenberg \| \| \| 47,79 \| Sternebeck (Ende Draisinenstrecke) \| 105 m \| \| \| 53,01 \| Schulzendorf (b Bad Freienwalde) \| 71 m \| \| \| 59,00 \| Anst Krautwurst \| Anst Krautwurst \| \| \| \| Streckenunterbrechung durch B 167 \| \| \| \| \| von Frankfurt (Oder) und von Thöringswerder \| \| \| \| 61,22 \| Wriezen \| 5 m \| \| \| \| nach Eberswalde \| \| \| \| \| nach Neurüdnitz \| \| | |                                             |                                             |
| Strecke · Strecke | | Stadtbahn von Friedrichstraße               | Stadtbahn von Friedrichstraße               |
| Bahnhof · S-Bahnhof | | Berlin Ostbahnhof                           | Berlin Ostbahnhof                           |
| Strecke · Strecke · Kopfbahnhof Streckenanfang (Strecke außer Betrieb) | 0,00 | Berlin Wriezener Bf                         | Berlin Wriezener Bf                         |
| Strecke · Strecke · Abzweig geradeaus und von links (Strecke außer Betrieb) | | vom Ostbahnhof (alt)                        | vom Ostbahnhof (alt)                        |
| Strecke · S-Bahnhof · Strecke (außer Betrieb) | | Berlin Warschauer Straße                    | Berlin Warschauer Straße                    |
| Strecke · Strecke · Abzweig ehemals geradeaus und von links | | Anschluss Bahnbetriebswerk                  | Anschluss Bahnbetriebswerk                  |
| Kreuzung geradeaus unten · Abzweig geradeaus, nach rechts und ehemals nach links · Kreuzung geradeaus unten (Querstrecke außer Betrieb) | | zur Ringbahn                                | zur Ringbahn                                |
| Turmbahnhof geradeaus unten · Turm-S-Bahnhof geradeaus unten · Turmbahnhof geradeaus unten | | Berlin Ostkreuz Ringbahn                    | Berlin Ostkreuz Ringbahn                    |
| Strecke nach rechts · Abzweig geradeaus und nach rechts · Strecke | | nach Frankfurt (Oder)                       | nach Frankfurt (Oder)                       |
| Kreuzung geradeaus unten · Kreuzung geradeaus unten | | Verbindung Ringbahn–Rummelsburg             | Verbindung Ringbahn–Rummelsburg             |
| S-Bahn-Halt · Strecke | | Berlin Nöldnerplatz                         | Berlin Nöldnerplatz                         |
| Strecke · Abzweig geradeaus und von links | | von der Ringbahn                            | von der Ringbahn                            |
| S-Bahnhof · Bahnhof | 4,44 | Berlin-Lichtenberg                          | 39 m                                        |
| Strecke · Blockstelle | | Biesdorfer Kreuz West (Abzw)                | Biesdorfer Kreuz West (Abzw)                |
| S-Bahn-Halt · Strecke | 6,19000,00 | Berlin-Friedrichsfelde Ost                  | Berlin-Friedrichsfelde Ost                  |
| Strecke von links · Strecke nach rechts und von links · Abzweig ehemals geradeaus und nach rechts | |                                             |                                             |
| Kreuzung geradeaus unten · Abzweig geradeaus und nach rechts · Strecke (außer Betrieb) | | nach Strausberg und nach Biesdf Kr SW       | nach Strausberg und nach Biesdf Kr SW       |
| Blockstelle · Strecke · Strecke (außer Betrieb) | 6,95000,00 | Biesdf Kr S-Bahn (Abzw)                     | Biesdf Kr S-Bahn (Abzw)                     |
| Abzweig geradeaus und nach rechts · Strecke · Strecke (außer Betrieb) | | S-Bahn nach Strausberg                      | S-Bahn nach Strausberg                      |
| Strecke · Strecke · Haltepunkt / Haltestelle (Strecke außer Betrieb) | 5,69 | Friedrichsfelde Friedhof                    | Friedrichsfelde Friedhof                    |
| Strecke · Strecke · Bahnhof (Strecke außer Betrieb) | 6,63 | Magerviehhof (ehem. km 7,65)                | Magerviehhof (ehem. km 7,65)                |
| Kreuzung geradeaus unten · Abzweig geradeaus und von rechts · Strecke (außer Betrieb) | | BAR von Grünauer Kreuz und von Strausberg   | BAR von Grünauer Kreuz und von Strausberg   |
| Strecke · Dienststation / Betriebs- oder Güterbahnhof · Strecke (außer Betrieb) | 7,90 | Biesdorfer Kreuz Nord                       | Biesdorfer Kreuz Nord                       |
| S-Bahnhof · Strecke · Strecke (außer Betrieb) | 8,75000,00 | Berlin Springpfuhl                          | Berlin Springpfuhl                          |
| Strecke · Strecke · Abzweig geradeaus und nach links (Strecke außer Betrieb) | | ITF nach Berlin-Tegel                       | ITF nach Berlin-Tegel                       |
| Strecke · Strecke · Abzweig geradeaus und nach links (Strecke außer Betrieb) | | Herzbergkurve zum GAR                       | Herzbergkurve zum GAR                       |
| Strecke · Strecke · Kreuzung geradeaus unten (Strecken außer Betrieb) | | Güteraußenring (GAR)                        | Güteraußenring (GAR)                        |
| Strecke · Abzweig geradeaus und nach links · Kreuzung (Strecke geradeaus außer Betrieb) | | BAR nach Karower Kreuz                      | BAR nach Karower Kreuz                      |
| Abzweig geradeaus und nach links · Kreuzung geradeaus unten · Kreuzung (Strecke geradeaus außer Betrieb) | | S-Bahn nach Wartenberg                      | S-Bahn nach Wartenberg                      |
| Strecke · Abzweig geradeaus und ehemals von links · Strecke nach rechts (außer Betrieb) | | BAR vom Biesdorfer Kreuz                    | BAR vom Biesdorfer Kreuz                    |
| S-Bahn-Halt · Strecke | 9,75000,00 | Berlin Poelchaustraße                       | Berlin Poelchaustraße                       |
| S-Bahnhof · ehemaliger Bahnhof | 10,70009,98 | Berlin-Marzahn                              | 54 m                                        |
| S-Bahn-Halt · Strecke | 11,60000,00 | Berlin Raoul-Wallenberg-Straße              | Berlin Raoul-Wallenberg-Straße              |
| S-Bahn-Halt · ehemaliger Haltepunkt / Haltestelle | 12,50000,00 | Berlin Mehrower Allee                       | Berlin Mehrower Allee                       |
| S-Kopfbahnhof Streckenende · Bahnhof | 14,40013,70 | Ahrensfelde                                 | 61 m                                        |
| Grenze | | Landesgrenze Berlin/Brandenburg             | Landesgrenze Berlin/Brandenburg             |
| Haltepunkt / Haltestelle, ehemals Bahnhof | 14,72 | Ahrensfelde Friedhof                        | Ahrensfelde Friedhof                        |
| Haltepunkt / Haltestelle | 16,00 | Ahrensfelde Nord                            | Ahrensfelde Nord                            |
| Haltepunkt / Haltestelle | 16,90 | Blumberg-Rehhahn                            | Blumberg-Rehhahn                            |
| Bahnhof | 18,54 | Blumberg (b Berlin)                         | 78 m                                        |
| Haltepunkt / Haltestelle, ehemals Bahnhof | 23,30 | Seefeld (Mark) (ehem. km 23,55)             | 76 m                                        |
| Bahnhof | 28,04 | Werneuchen                                  | 78 m                                        |
| Haltepunkt / Haltestelle, ehemals Bahnhof | 32,20 | Werftpfuhl (kein PV)                        | Werftpfuhl (kein PV)                        |
| Kopfbahnhof Strecke ab hier außer Betrieb | 35,53 | Tiefensee (kein PV)                         | 94 m                                        |
| Blockstelle (Strecke außer Betrieb) | 36,00 | (Beginn Draisinenstrecke)                   | (Beginn Draisinenstrecke)                   |
| Bahnhof (Strecke außer Betrieb) | 39,99 | Leuenberg                                   | Leuenberg                                   |
| Bahnhof (Strecke außer Betrieb) | 47,79 | Sternebeck (Ende Draisinenstrecke)          | 105 m                                       |
| Bahnhof (Strecke außer Betrieb) | 53,01 | Schulzendorf (b Bad Freienwalde)            | 71 m                                        |
| Abzweig geradeaus und von links (Strecke außer Betrieb) | 59,00 | Anst Krautwurst                             | Anst Krautwurst                             |
| Strecke (außer Betrieb) | | Streckenunterbrechung durch B 167           | Streckenunterbrechung durch B 167           |
| Abzweig ehemals geradeaus und von rechts | | von Frankfurt (Oder) und von Thöringswerder | von Frankfurt (Oder) und von Thöringswerder |
| Bahnhof | 61,22 | Wriezen                                     | 5 m                                         |
| Abzweig ehemals geradeaus und nach links | | nach Eberswalde                             | nach Eberswalde                             |
| Strecke (außer Betrieb) | | nach Neurüdnitz                             | nach Neurüdnitz                             |

Die Bahnstrecke Berlin–Wriezen, auch Wriezener Bahn genannt, ist eine 1898 eröffnete Nebenbahn in Berlin und Brandenburg. Sie führt vom Bahnhof Berlin-Lichtenberg (bis 1938: Lichtenberg-Friedrichsfelde) über Ahrensfelde, Werneuchen und Tiefensee nordostwärts nach Wriezen im Oderbruch. Zusammen mit der in Wriezen anschließenden sechs Jahre älteren Bahnstrecke Wriezen – Jädickendorf bestand bis 1945 ein direkter Schienenweg von Berlin über Königsberg (Neumark) nach Stargard im heutigen Polen.
Ausgangspunkt der Strecke ist der Bahnhof Berlin-Lichtenberg. Von Beginn an fuhren einzelne Reisezüge auch in Verlängerung über die Ostbahn ab dem zentraler gelegenen Schlesischen Bahnhof (heute: Ostbahnhof). Im Jahr 1903 ging nordöstlich des Schlesischen Bahnhofs der Wriezener Bahnsteig in Betrieb. Der ab 1924 als Wriezener Bahnhof bezeichnete Flügelbahnhof war bis 1949 Ausgangspunkt der Reisezüge in Richtung Wriezen. Anfang der 1970er Jahre wurde der Streckenteil zwischen Berlin-Lichtenberg und Berlin-Marzahn aufgegeben. Die Züge fuhren seitdem über das einen Kilometer östlich gelegene Biesdorfer Kreuz auf einer parallel zur Ostbahn ostwärts und dem Berliner Außenring nordwärts errichteten Neubaustrecke. Im Jahr 1998 wurde der Verkehr zwischen Tiefensee und Wriezen und 2006 ab Werneuchen eingestellt. Seit 2004 findet von Tiefensee bis zum Prötzeler Ortsteil Sternebeck ein touristischer Draisinenbetrieb statt.
Zwischen Sternebeck und Wriezen ist seit 1997 der Verein MEV Museumseisenbahn Sternebeck aktiv für die Freihaltung der Bahnanlagen tätig.

## Geschichte

### Vorgeschichte

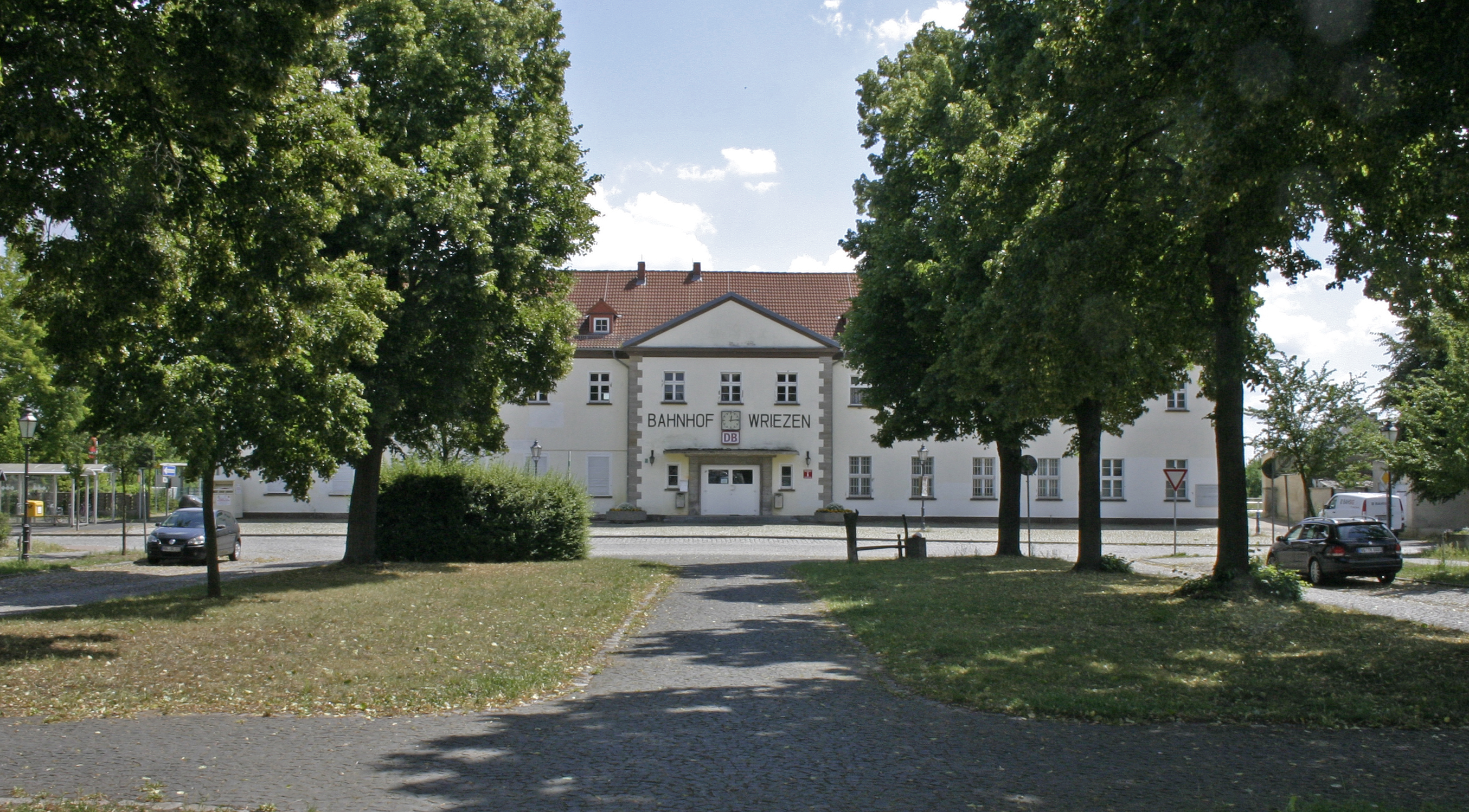
Empfangsgebäude des Bahnhofs Wriezen, 2015

Pläne für eine Eisenbahnverbindung von Berlin in die Neumark datierten aus dem Jahr 1863. Ein Komitee unter Vorsitz des Königsberger Bürgermeisters bat beim preußischen Handelsministerium um die Erlaubnis für Vorarbeiten einer Bahnstrecke Stargard – Pyritz – Zehden – Freienwalde – Berlin. Der zuständige Minister lehnte das Vorhaben mit Verweis auf die nicht näher ausgeführte Beschaffung von Geldmitteln ab. Nach erneuter Vorstellung gestattete der Minister am 11. August 1864 die Vorarbeiten für die Strecke Stargard – Königsberg – Freienwalde unter dem Vorbehalt, dass daraus kein Anspruch auf eine Konzession entstünde. Selbige wurde nach Abschluss der Arbeiten mehrmals verweigert, da das Ministerium die Wirtschaftlichkeit nicht gegeben sah. So fiel die Distanz zwischen Berlin und Stargard nur um 0,8 Meilen (≈ 6,0 Kilometer) kürzer aus als über die seit 1846 bestehende Verbindung. Demgegenüber stand aber die deutlich ungünstigere Trassierung über den Barnim mit stärkeren Steigungen. Ein Verbesserungsvorschlag zielte darauf ab, die Strecke über Wriezen statt über Freienwalde zu führen, da dieser Verlauf eine günstigere Trassierung aufwies.
Neben dem Vorschlag des Königsberger Komitees, dem auch der Oberbarnimer Landrat Alexis von Haeseler angehörte, gab es in der Gründerzeit weitere Projekte ähnlicher Natur. Unter anderem beabsichtigten sowohl die Berlin-Stettiner als auch die Breslau-Schweidnitz-Freiburger Eisenbahn-Gesellschaft den Bau einer Bahnstrecke quer durch das Oderbruch. Die Berlin-Stettiner-Eisenbahn-Gesellschaft schloss Wriezen 1866 über eine Zweigbahn aus Eberswalde an das Eisenbahnnetz an. 1873 erhielt die Direktion der Königlichen Ostbahn den Auftrag, allgemeine Vorarbeiten für den Bau einer Strecke von Berlin über Wriezen und Pyritz nach Stargard vorzunehmen. Erwähnt sei auch der Vorschlag des Wriezener Bürgermeisters Mahler einer Bahnstrecke von Berlin über Wriezen nach Konitz, den dieser dem Staatsministerium 1874 vorlegte. Die Vorhaben zerschlugen sich infolge der Gründerkrise in den späten 1870er Jahren.

### Bau und Inbetriebnahme

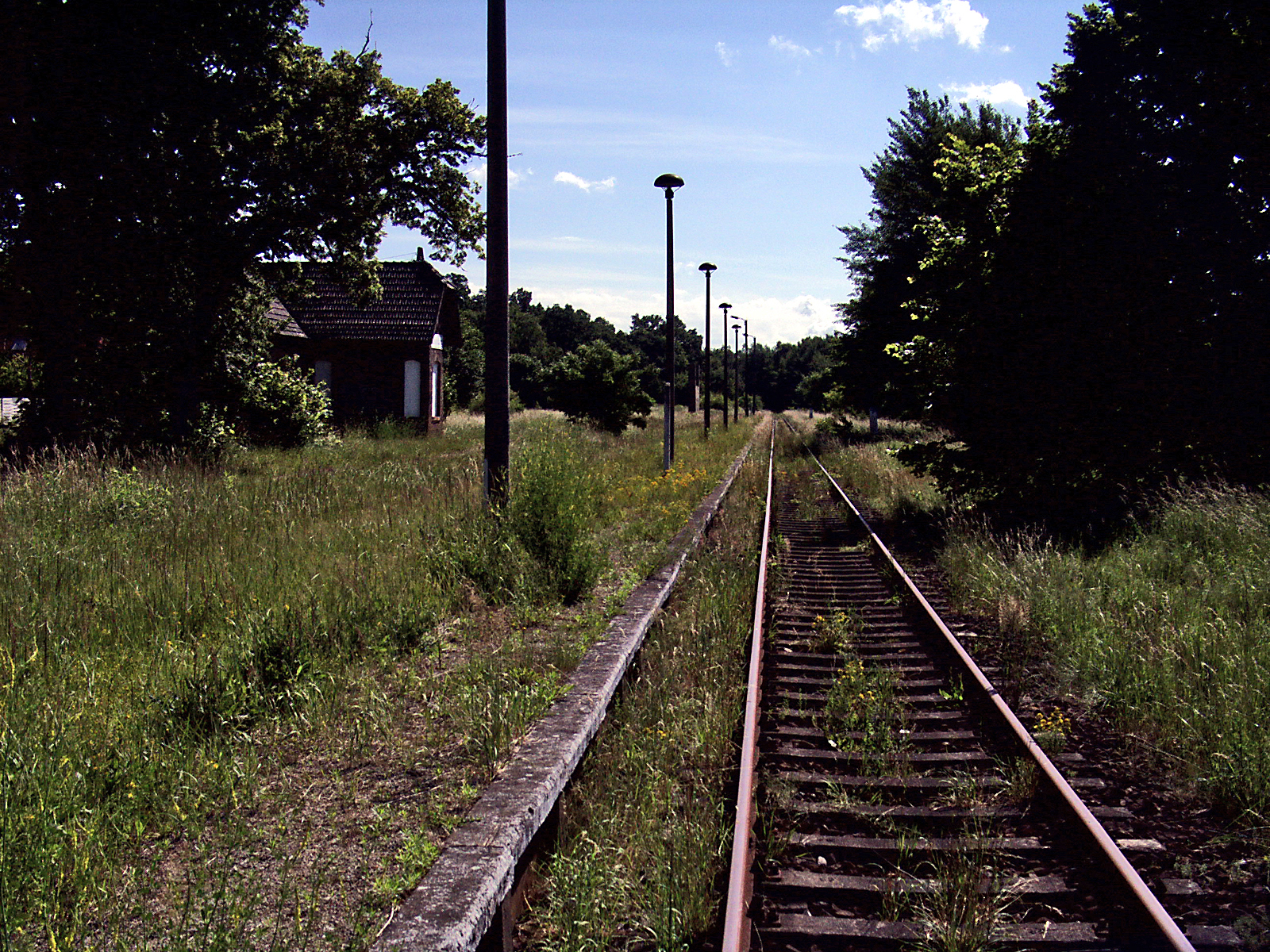
Die Anlage des Bahnhofs Leuenberg kam auf Betreiben des Freiherrn von Eckardstein zustande (2007)

Ausgehend von der Initiative des Königsberger Landrats Berndt von Gerlach verabschiedete der Preußische Landtag am 19. April 1886 ein Eisenbahn-Anleihegesetz zur Finanzierung der Strecke Wriezen – Jädickendorf inklusive der Herstellung einer Oderbrücke für den Eisenbahn- und Fuhrwerksverkehr. Im Jahr darauf begann die Königliche Eisenbahndirektion Berlin (KED Berlin) mit den Vorarbeiten zur Herstellung einer Nebenbahn von Lichtenberg-Friedrichsfelde nach Wriezen. Das Vorhaben wurde am 8. April 1889 per Gesetz bewilligt. Das Eisenbahn-Anleihegesetz sah eine Investitionssumme von vier Millionen Mark vor, davon waren rund 433.000 Mark für den Grunderwerb, 313.000 Mark für die Beschaffung von Dampflokomotiven und 106.000 für den Ankauf von acht Personen- und zwei Gepäckwagen vorgesehen. Die gewählte Linienführung wich im Westabschnitt stark von der 1874 vorgeschlagenen Linie ab. Der Vorschlag sah als Ausgangspunkt einen eigenen Berliner Endbahnhof nördlich des Friedrichshains und eine Streckenführung über Hohenschönhausen, Altlandsberg, Strausberg, Prötzel, Möglin und Bliesdorf nach Wriezen vor. Da diese zu nah an der Ostbahn verlaufen wäre, wurde stattdessen eine Streckenführung über Werneuchen gewählt. Ausgangspunkt war der Bahnhof Lichtenberg-Friedrichsfelde an der Ostbahn, als Zwischenhalte waren der Haltepunkt Marzahn, die Haltestellen Ahrensfelde, Blumberg und Seefeld, der Bahnhof Werneuchen sowie die Haltestellen Tiefensee, Sternebeck und Schulzendorf vorgesehen. Auf Antrag des Gutsbesitzers Ernst von Eckardstein-Prötzel, der für den Bahnbau Grund und Boden auf neun Kilometern Streckenlänge unentgeltlich abtrat und das Vorhaben mit 5500 Mark unterstützte, wurde eine weitere Haltestelle bei Leuenberg zwischen Tiefensee und Sternebeck in das Projekt aufgenommen.

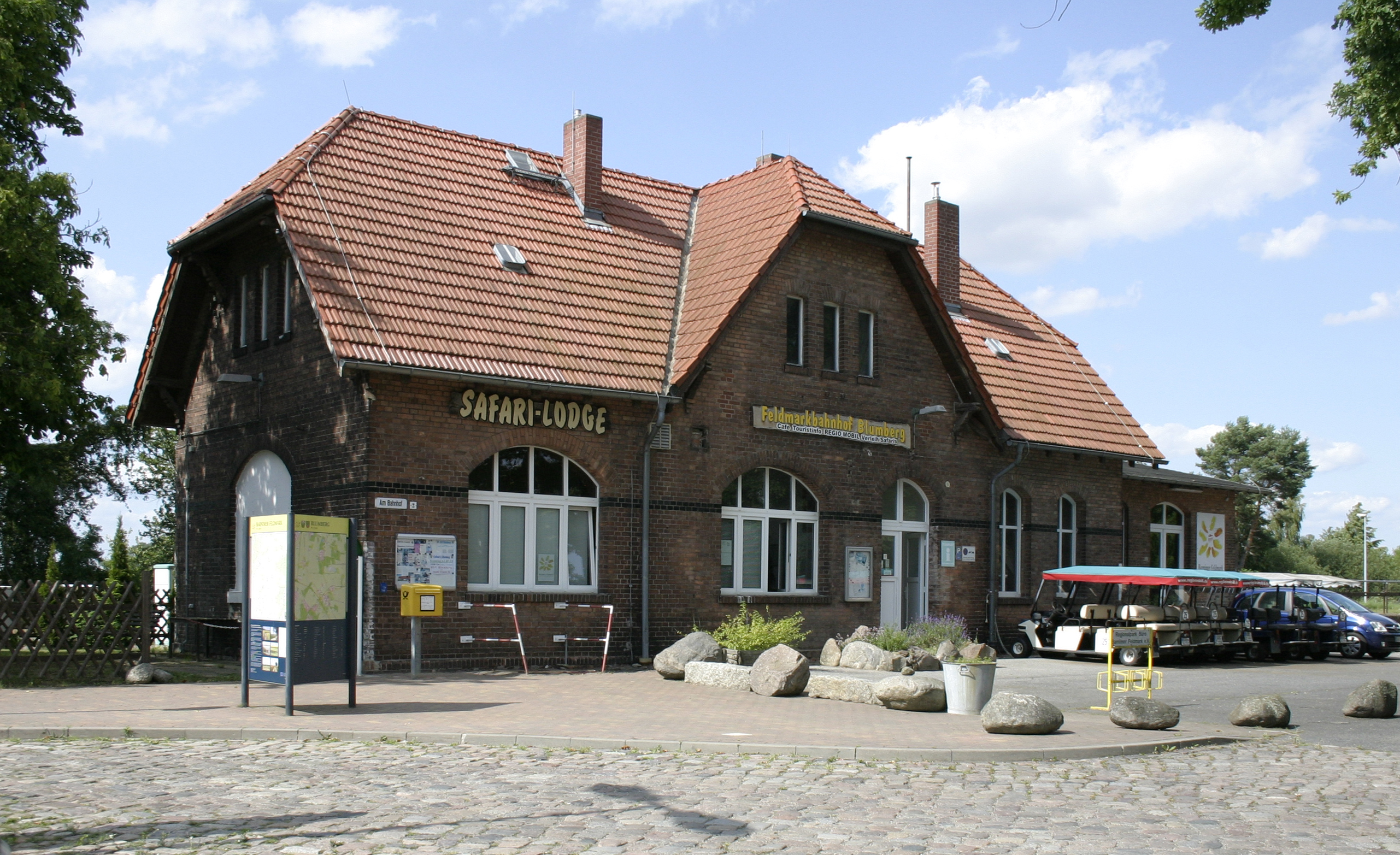
Die meisten Bahnhöfe entlang der Strecke, wie hier in Blumberg, erhielten Typenbauten als Empfangsgebäude (2015)

Zunächst verzögerten Probleme beim Grunderwerb den Bahnbau. So widerrief der Gutsherr von Harnekop, General Gottlieb von Haeseler die von seinem Vater 1874 geäußerte Zusage zur Abtretung von Grund und Boden für den Bahnbau. Er wünschte stattdessen, dass die Strecke zwischen Schulzendorf und Sternebeck soweit nach Süden verlegt wird, dass sein Besitz nicht davon berührt würde. Der Minister der öffentlichen Arbeiten Karl von Thielen entsprach dem Wunsch des Grafen Haeseler, wodurch der Schulzendorfer Bahnhof weit außerhalb der Gemeinde entstand. Der Kreis Niederbarnim war nicht bereit, die Kosten für den Grunderwerb im Kreisgebiet zu übernehmen, da sich die Kreisverwaltung einen erheblich geringeren Nutzen von der Bahn versprach als die weiter entfernt liegenden Kreise Oberbarnim und Königsberg/Nm. Interessenten aus dem Oberbarnim boten dem Kreis daraufhin Subventionen in Höhe von 25.000 Mark an. Die Stadt Berlin war nicht bereit, das von der Bahntrasse durchschnittene Gelände durch die Irrenanstalt Herzberge und die städtischen Rieselfelder bei Bürknersfelde, Falkenberg und Ahrensfelde entschädigungslos und lastenfrei abzutreten. Die seit 1895 für den Bahnbau zuständige Königliche Eisenbahndirektion Stettin (KED Stettin) musste sich bereit erklären, die Kosten für den Eingriff in die Rieselfelder zu übernehmen. Außerdem erwirkte die Berliner Stadtverordnetenversammlung den Bau eines Haltepunkts beim Zentralfriedhof Friedrichsfelde. Die Verhandlungen mit beiden Verwaltungen zogen sich bis ins Jahr 1896 hin. Im Frühjahr 1897 begann dann der Streckenbau, der bis September 1898 abgeschlossen werden konnte.

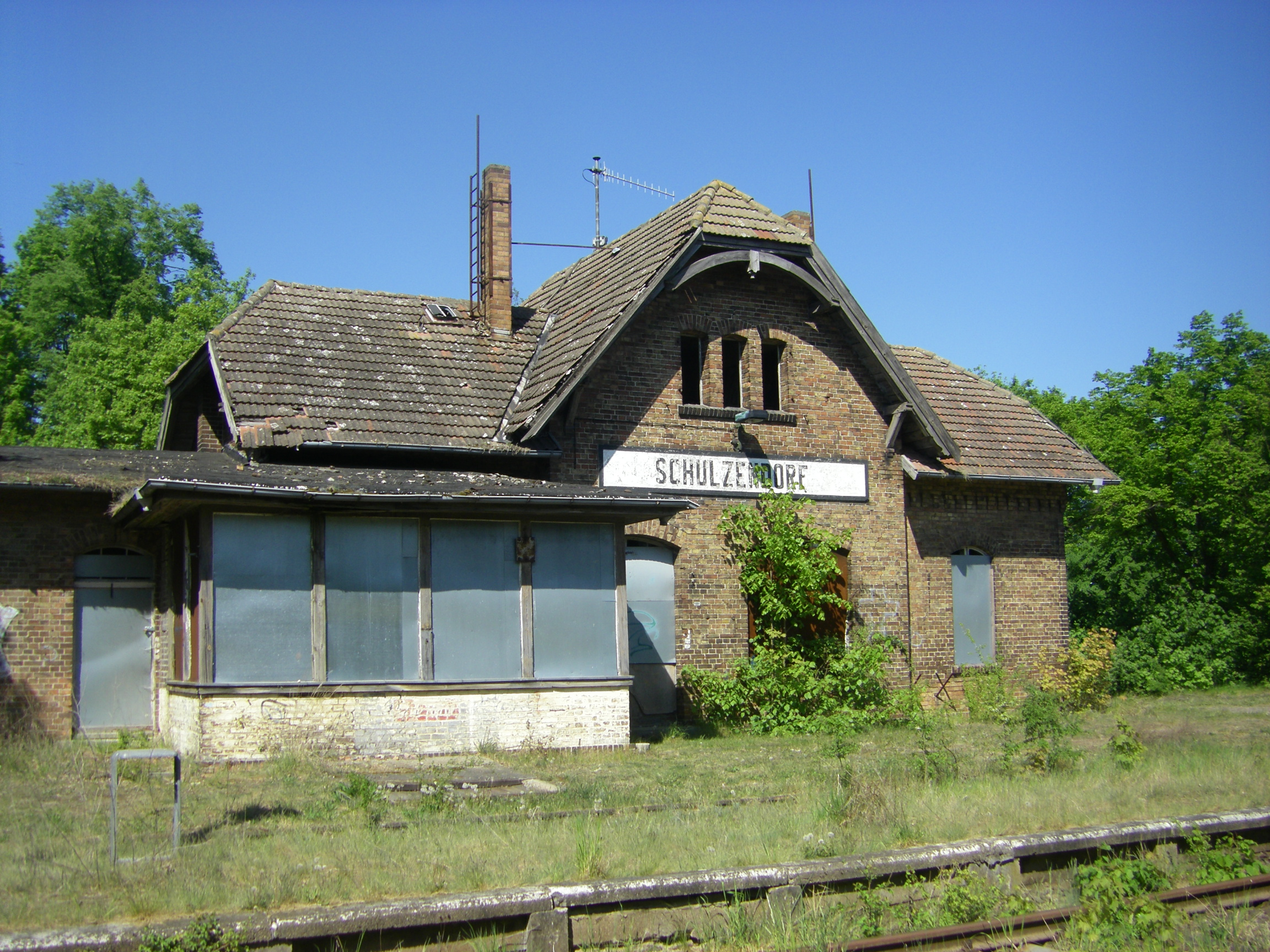
Ehemaliges Empfangsgebäude des Bahnhofs Schulzendorf (b Bad Freienwalde) (2009)

Die Strecke wurde in zwei Teilen eröffnet. Am 1. Mai 1898 ging der 23,57 Kilometer lange westliche Abschnitt von Lichtenberg-Friedrichsfelde nach Werneuchen in Betrieb, gleichzeitig übernahm die KED Berlin die Strecke von der KED Stettin. Der Weiterbau verzögerte sich, da insbesondere im Bereich des Gamengrundes bei Tiefensee umfangreiche Erdarbeiten nötig waren, um den 50 Meter hohen Damm aufzuschütten. Der große Höhenunterschied zwischen Schulzendorf (72 m ü. NN) und Wriezen (5 m ü. NN) erforderte bei dem maximalen Gefälle von 10 Promille eine Streckenverlängerung um 900 Meter. Im letzten Baulos bereiteten vor allem Geschiebe den Bauarbeitern große Mühe. Auf Betreiben des Oberbarnimer Landrates Heinrich von Oppen entstand bei Vevais eine Überführung, da ein Bahnübergang an gleicher Stelle schwer einzusehen gewesen wäre. Arbeitermangel verzögerten die Fertigstellung der Strecke schließlich um weitere zwei Wochen, sodass anstelle des anvisierten Termins am 1. Oktober die Strecke am 15. Oktober freigegeben wurde. Der 33,18 Kilometer lange Ostabschnitt von Werneuchen nach Wriezen verblieb nach der Inbetriebnahme bei der KED Stettin. In Wriezen ging das Streckengleis nach Kreuzung mit der Strecke Eberswalde – Frankfurt (Oder) direkt in das Streckengleis nach Jädickendorf über.
Die Unterwegsstationen erhielten neben dem Hauptgleis in der Regel ein Kreuzungsgleis, ein Ladegleis sowie ein kleines Empfangsgebäude aus rotem oder gelbem Ziegelmauerwerk. Die Empfangsgebäude umfassten jeweils einen Dienstraum, zwei Wartesäle, Aborte und Geräteschuppen. Für den Sommerverkehr wurden einige Gebäude mit offenen Hallen ergänzt. Werneuchen als betrieblicher Mittelpunkt der Strecke und Endpunkt der Verstärkerzüge aus Berlin erhielt einen zweiten Dienstraum und eine Bahnhofsgaststätte. Für den Güterverkehr standen Kopf- und Seitenrampen sowie in Tiefensee, Sternebeck und Leuenberg Holzumschlagplätze zur Verfügung. Für die Beamten entstanden auf dem Bahnhofsgelände Dienstwohnungen. Den Forderungen des Kriegsministeriums entsprechend, waren Werneuchen und Schulzendorf mit 500 Meter langen Kreuzungsgleisen für die Begegnung von Militärzügen ausgestattet, die übrigen Stationen erhielten anfangs 270 Meter lange Gleise.

### 1900 bis 1920

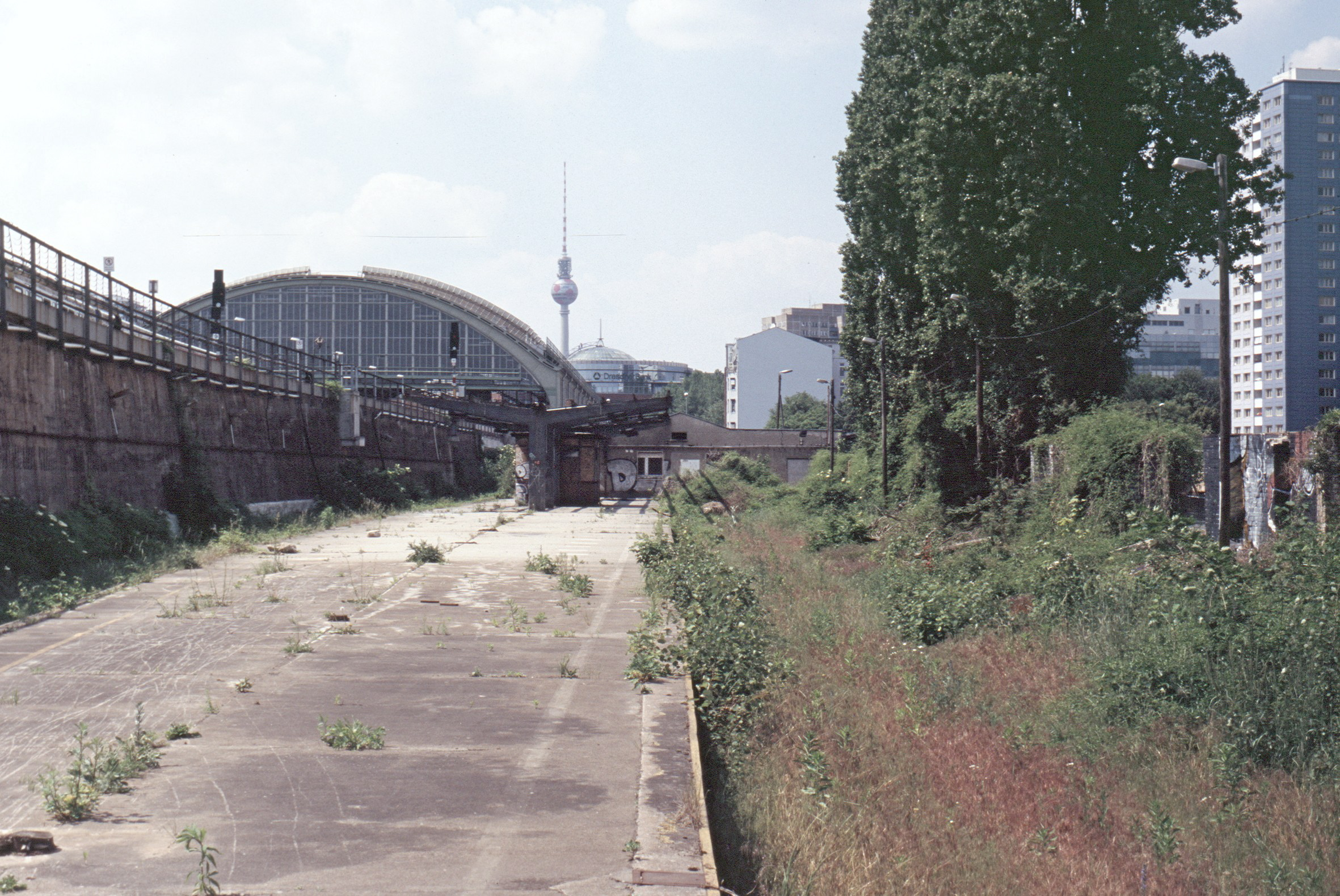
Ehemaliger Bahnsteig des Wriezener Bahnhofs in Berlin, links im Hintergrund die Halle des Ostbahnhofs (2006)

In den ersten Jahren nach Eröffnung der Wriezener Bahn gab es auf der Ostbahn, in die die Wriezener Bahn in Lichtenberg-Friedrichsfelde mündete, merkliche Kapazitätsengpässe in Richtung Berlin. Nur ein einziges tägliches Reisezugpaar der Wriezener Bahn konnte ab Lichtenberg-Friedrichsfelde weiter in Richtung Schlesischer Bahnhof geführt werden.
Zur Jahrhundertwende wurden die Anlagen von Ostbahn und Schlesischen Bahn umfassend umgebaut. An beiden Strecken entstanden separate Gleispaare für die Stadt- und Vorortzüge getrennt von den Fern- und Gütergleisen. Die Fernzüge der Ostbahn und die Züge aus Richtung Strausberg fuhren ab 1901 über die weiter östlich verlaufende VnK-Strecke und die Ferngleise der Schlesischen Bahn zur Stadtbahn. Die Vorortzüge zur Stadtbahn nutzten von Lichtenberg-Friedrichsfelde die Vorortgleise der Ostbahn. Parallel dazu verkehrten die Güterzüge auf separaten Gleisen zum nördlich an die Anlagen des Schlesischen Bahnhofs und östlich an die Fruchtstraße angrenzenden Güterbahnhof der Ostbahn. Eine direkte Verbindung von diesen Gleisen und damit von der Wriezener Bahn zur Stadtbahn bestand nicht.
Die Wriezener Personenzüge nutzten nach dem Umbau ebenfalls die Gütergleise der Ostbahn. Am Südwestende des Ostgüterbahnhofs und unmittelbar nordöstlich der Bahnhofshalle des Schlesischen Bahnhofs wurde ein kleiner Flügelbahnhof mit Empfangsgebäude und einem Mittelbahnsteig in Betrieb genommen. Es gab dort zwei Bahnsteiggleise und ein Lokomotivumfahrgleis, die über ein kurzes Verbindungsgleis mit den Gütergleisen der Ostbahn verbunden waren. Ein Fußgängertunnel verband den Bahnsteig mit dem Schlesischen Bahnhof. Die am 1. Oktober 1903 eröffnete Station hieß zunächst Berlin Schlesischer Bahnhof (Wriezener Bahnsteig), inoffiziell auch Wriezener Bahnhof genannt. Ab 1924 wurde Berlin Wriezener Bahnhof zum offiziellen Namen der Station.
Am 15. Juli 1903 ging auf Betreiben der Genossenschaft für Viehverwertung Berlin zwischen Lichtenberg und Marzahn der Bahnhof Magerviehhof in Betrieb. Die Genossenschaft verpflichtete sich, die Kosten für die Einrichtung eines Personenbahnsteigs sowie eines zusätzlichen Haltepunktes Friedrichsfelde Ost an der Ostbahn zu übernehmen. Bis zur Eröffnung des Haltepunkts am 1. Oktober 1903 pendelten zusätzliche Züge zwischen Lichtenberg-Friedrichsfelde und Magerviehhof. Da der unweit des Magerviehhofs gelegene Haltepunkt Friedrichsfelde Ost im Geltungsbereich des Berliner Vororttarifs lag und häufiger Fahrtmöglichkeiten zur Berliner Innenstadt bot, war nach seiner Inbetriebnahme kein Bedarf mehr für die Pendelzüge gegeben.
In Lichtenberg-Friedrichsfelde erhielt die Wriezener Bahn 1909 einen eigenen Bahnsteig, um den Zustieg mit den billigeren Vororttarif-Fahrkarten für die Stadt- und Vorortzüge zu verhindern, welcher in den Zügen der Wriezener Bahn nicht galt.
In den Jahren bis zum Ersten Weltkrieg nahm die KED Berlin weitere Ausbaumaßnahmen an der Strecke vor. Der Bahnhof Blumberg erhielt 1903 Einfahrsignale, zwei Jahre darauf wurde die Streckenhöchstgeschwindigkeit von 40 auf 50 km/h angehoben. Am 1. Dezember 1907 ging auf Initiative des Rittergutbesitzers Eduard Arnhold die Haltestelle Werftpfuhl zwischen Werneuchen und Tiefensee in Betrieb, im Jahr darauf der Bahnhof Ahrensfelde Friedhof. Die Bahnhöfe Werneuchen, Magerviehhof, Seefeld und Ahrensfelde erfuhren von 1908 bis 1910 ebenfalls Erweiterungen. Nördlich vom Bahnhof Magerviehhof gingen 1908 die Abzweigstelle Iab (Industriebahn Abzweig) und die Industriebahn Tegel – Friedrichsfelde in Betrieb. Seit 1904 bestand südlich von Wriezen die Anschlussstelle Krautwurst zur Zementfabrik Krautwurst & Feise.

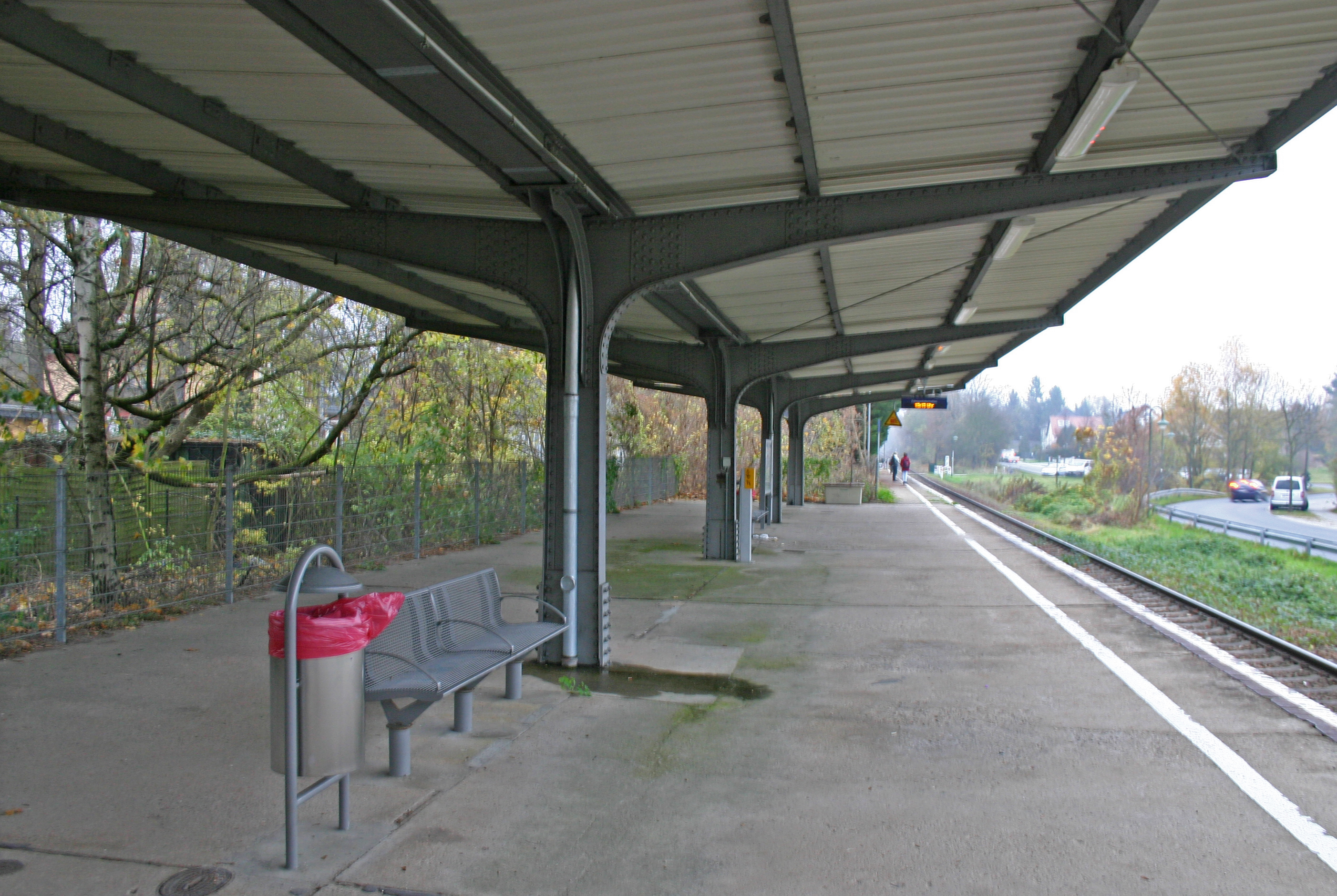
Haltepunkt Ahrensfelde Friedhof (2014)

1904 lehnte die KED Berlin einen ersten Antrag zur Einführung des Berliner Vororttarifs auf der Strecke bis Werneuchen ab. 1909 bildete sich in Werneuchen und fünf weiteren Ortschaften eine Interessensgemeinschaft mit dem Ziel, den Vororttarif wenigstens auf den Verstärkerzügen zwischen Berlin und Werneuchen einzuführen. Die Budgetkommission des Abgeordnetenhauses lehnte die Petition ab. Zu dieser Zeit stand die Elektrifizierung der Berliner Stadt-, Ring- und Vorortbahnen bevor, deren Finanzierung eine Tariferhöhung erfordert hätte. Eine Ausweitung des Vororttarifs wurde daher nicht empfohlen. Der Berliner Synodalverband unternahm 1911 einen weiteren Vorstoß. Das Ministerium verwies darauf, dass bei Einführung des verbilligten Vororttarifs mit einer erhöhten Auslastung zu rechnen sei, die den Ausbau der eingleisigen Nebenbahn zu einer zweigleisigen Hauptbahn und die Beseitigung sämtlicher höhengleicher Übergänge erfordern würde. Als ein wesentlicher Grund wurde angeführt, dass nur wenige Siedlungen bestünden und durch die Rieselfelder um Marzahn und Ahrensfelde auch keine größere Siedlungstätigkeit zu erwarten sei.
Am 23. Mai 1913 stellte die KED Stettin den Antrag zur strecken- und sicherungstechnischen Umwandlung der Strecke Berlin – Wriezen – Jädickendorf in eine Hauptbahn. Der Umbau sollte von 1916 bis 1919 erfolgen. Die KED Berlin griff den Vorschlag auf und stellte an das Ministerium der öffentlichen Arbeiten einen Ergänzungsantrag, um für den Streckenabschnitt Lichtenberg-Friedrichsfelde – Werneuchen einen Damm aufschütten zu können. Von den 37 Bahnübergängen entlang der Strecke wiesen neun einen zunehmenden Kraftverkehr auf, darunter die Chaussee Weißensee – Freienwalde. Eine Denkschrift der KED Berlin bezifferte die Kosten für den Streckenausbau auf 6,2 Millionen Mark bis Ahrensfelde Friedhof und 11,3 Millionen Mark bis Werneuchen. Am 29. November 1913 entschied der zuständige Minister Breitenbach, dass die mit dem Ausbau verbundenen Kosten in keinem Verhältnis zur künftigen Verkehrsentwicklung stünden. Wiederholte Eingaben der Stadt Werneuchen veranlassten den Minister der öffentlichen Arbeiten im März 1918 zu erneuten Untersuchung bezüglich der Ausweitung des Vororttarifs. Der zuständige Regierungsrat Giese bestätigte zwar, dass die Anzahl der Fahrten zwischen 1912 und 1917 von 777.000 auf 1,5 Millionen angestiegen waren. Er kam aber zu dem Schluss, dass die Zunahme „auf Ursachen zurückzuführen sei, die irgendwie mit dem Kriege zusammenhängen“. Damit waren eine Zunahme des Militärverkehrs, Hamsterfahrten und die Beschäftigung der Landbevölkerung in der Berliner Kriegsindustrie gemeint. Er nahm daher an, dass zu Friedenszeiten mit einem Rückgang der Zahlen zu rechnen sei.

### Weimarer Republik und Drittes Reich

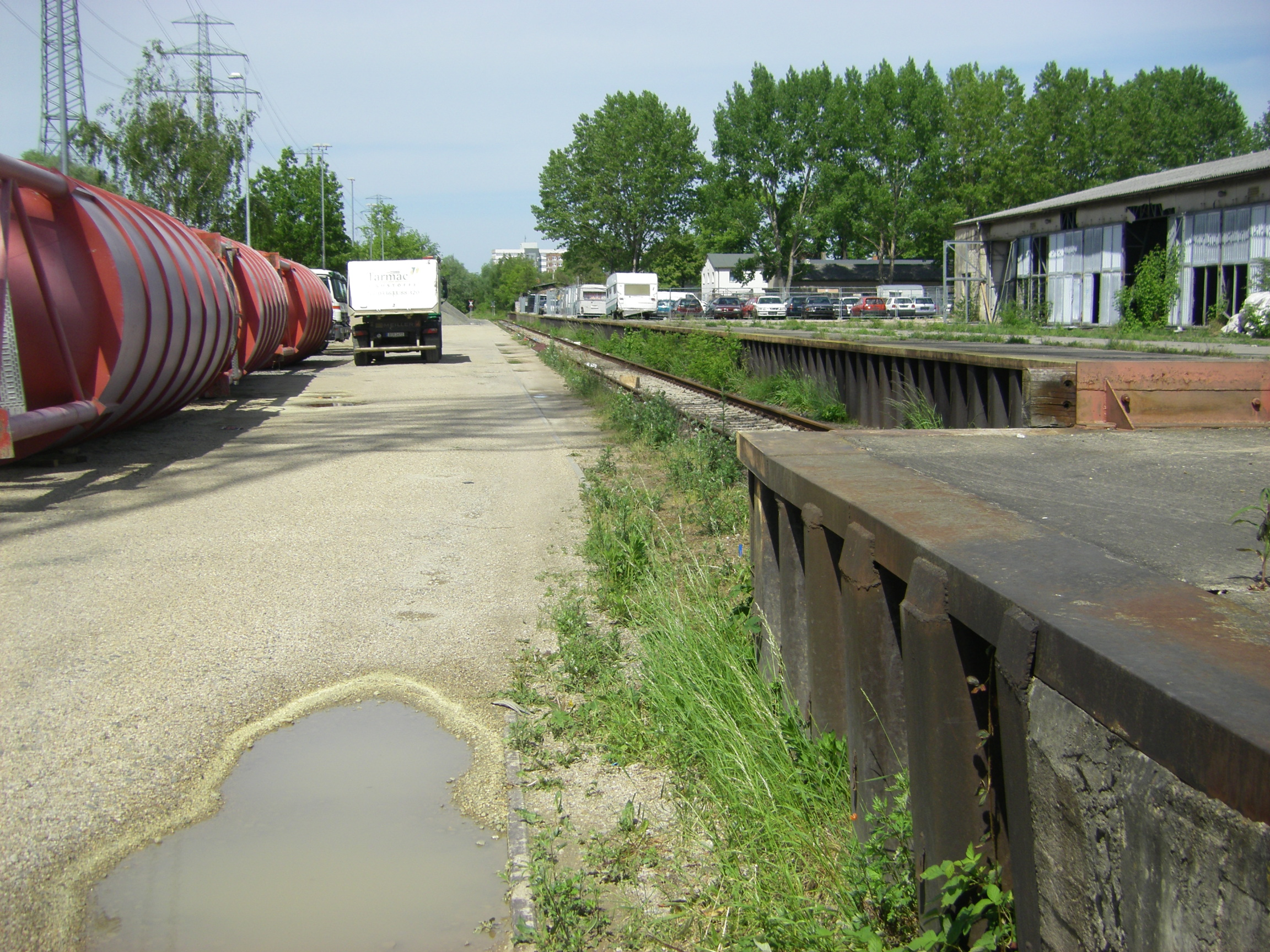
Ehemalige Verladerampe am Bahnhof Magerviehhof (2009)

Mit Wirkung vom 1. April 1920 ging die Preußische Staatsbahn in der Deutschen Reichsbahn auf. Die Eisenbahndirektionen Berlin und Stettin wurden 1922 in Reichsbahndirektionen umgewandelt, das Direktionsgebiet änderte sich in Bezug auf die Wriezener Bahn nicht. Am 1. Oktober 1920 trat das Groß-Berlin-Gesetz in Kraft, das die Eingemeindung mehrerer Berliner Vorortgemeinden in die Hauptstadt zur Folge hatte. Die Berliner Stadtgrenze dehnte sich bis unmittelbar hinter den Bahnhof Ahrensfelde aus, die gleichnamige Gemeinde blieb hingegen im Kreis Niederbarnim. In der Nachkriegszeit sank die Nachfrage sowohl im Personen- als auch im Güterverkehr. Bereits zum 1. Juli 1918 schloss die KED Berlin den Haltepunkt Friedrichsfelde Friedhof. Ab dem 15. April 1924 war Ahrensfelde Friedhof betrieblich ein Haltepunkt, an dem die Züge nur nachmittags hielten. Ab dem Frühjahr 1925 hielten wieder alle Züge. Der Zerfall der Habsburgermonarchie und die damit verbundenen politischen Änderungen hatten einen Rückgang im Viehaufkommen zur Folge. Dies hatte wiederum Auswirkungen auf den Fahrgastandrang im Bahnhof Magerviehhof, der zum 5. Oktober 1924 für den Personenverkehr geschlossen wurde. Aus Rücksicht auf die im Viehhof arbeitenden Pendler hielt vom 1. August 1925 an bis 1945 täglich ein Zugpaar aus Richtung Werneuchen/Tiefensee am Magerviehhof. Der Berliner Endbahnhof erhielt am 1. Oktober 1924 die Bezeichnung Berlin Wriezener Bahnhof. 1932 wurde der Oberbau zwischen Berlin und Werneuchen planmäßig durchgearbeitet.
Im Zusammenhang mit dem Bau des Flugplatzes Werneuchen errichtete man 1936 einen Gleisanschluss vom Bahnhof Werneuchen zum Flugplatzgelände. 1938 erhielt der Bahnhof zudem ein drittes Überholgleis. Der Fliegerhorst war letztlich ausschlaggebend für die Einführung des Vororttarifs bis Werneuchen zum 15. Mai 1938. Der Bahnhof Lichtenberg-Friedrichsfelde wurde am gleichen Tag in Berlin-Lichtenberg umbenannt.
Die ab 1937 aufgestellten Pläne der Reichsbahnbaudirektion Berlin zur Umgestaltung der Bahnanlagen im Großraum Berlin sahen mehrere Baumaßnahmen entlang der Wriezener Bahn vor. Der Wriezener Bahnhof sollte geschlossen und mit dem Ostgüterbahnhof zu einem Ortsgüterbahnhof Ost ausgebaut werden. Der Abschnitt zwischen Lichtenberg-Friedrichsfelde und Marzahn sollte unterbrochen werden und die zweigleisig auszubauende Strecke stattdessen an den neu zu errichtenden Güteraußenring (GAR) beidseitig angeschlossen werden. Der Bahnhof Magerviehhof wäre den Plänen nach weiterhin von Lichtenberg-Friedrichsfelde aus mit Übergabezügen bedient worden. Von Friedrichsfelde Ost sollte eine zweigleisige S-Bahn-Strecke über den Bahnhof Springpfuhl am GAR nach Marzahn gebaut werden, zwischen Marzahn und Werneuchen war ein Gemeinschaftsbetrieb der S-Bahn mit dem übrigen Verkehr vorgesehen. Der Fernverkehr von und nach Berlin sollte ab Blumberg über eine Neubaustrecke zur Stettiner Bahn und weiter zum neuen Nordbahnhof an der Ringbahn geleitet werden. Für den Durchgangsgüterverkehr war bei Lindenberg eine Verbindungskurve von der Neubaustrecke zum GAR und damit zum geplanten Rangierbahnhof Buchholz vorgesehen. Von den genannten Vorhaben wurde lediglich der Güteraußenring eingleisig und in teilweise geänderter Trassierung bis 1941 realisiert. Von Marzahn führte eine 0,9 Kilometer lange eingleisige Verbindungskurve nach Süden zum Kreuzungsbahnhof Springpfuhl am GAR. Die Kurve hatte insbesondere für Truppenbewegungen aus Richtung Süden über die Wriezener Bahn nach Stettin große Bedeutung.
Die Strecke blieb außerhalb Berlins bis 1945 weitgehend von Kampfhandlungen verschont. In Berlin war vor allem der Abschnitt um den Schlesischen und Wriezener Bahnhof sowie zwischen Lichtenberg und Marzahn schwer betroffen, da sich östlich des Magerviehhofs ein militärischer Bereich befand. Von Sommer 1943 bis vermutlich Ende 1944 waren im Bahnhof zudem zwei Eisenbahngeschütze stationiert. Der Bahnhof in Wriezen erlitt während des Oderübergangs der Roten Armee erheblichen Schaden, ebenso die Fortsetzung der Strecke nach Jädickendorf. Beim Rückzug aus Wriezen am 16. April 1945 zerstörte die Wehrmacht den Gleiskörper an zwei oder drei Stellen zwischen Wriezen und Schulzendorf sowie zwischen der Reichsautobahnbrücke bei Blumberg und Ahrensfelde mit einem Schienenwolf. Zwischen Ahrensfelde und Marzahn machten mehrere Bombentrichter die Strecke unbefahrbar. Am 20. April 1945 erreichten sowjetische Verbände Werneuchen, einen Tag später die Berliner Stadtgrenze.

### Nachkriegszeit und DDR

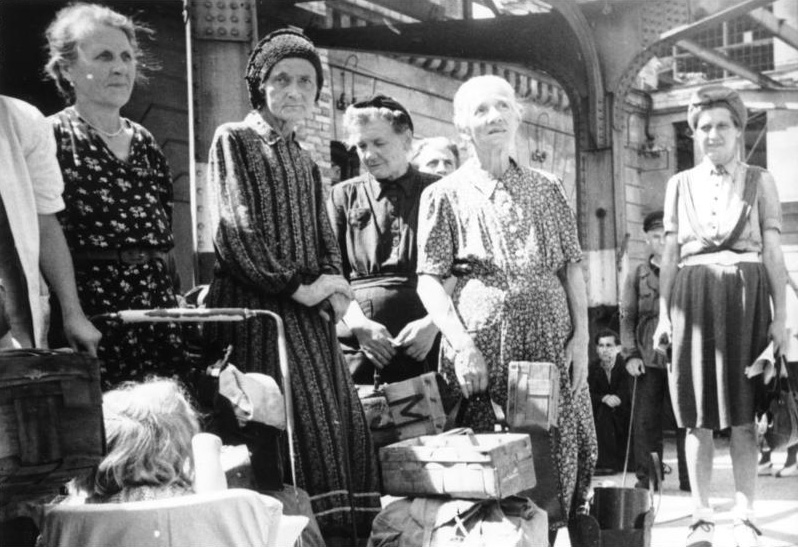
Hamsterer am Wriezener Bahnhof in Berlin (um 1946)

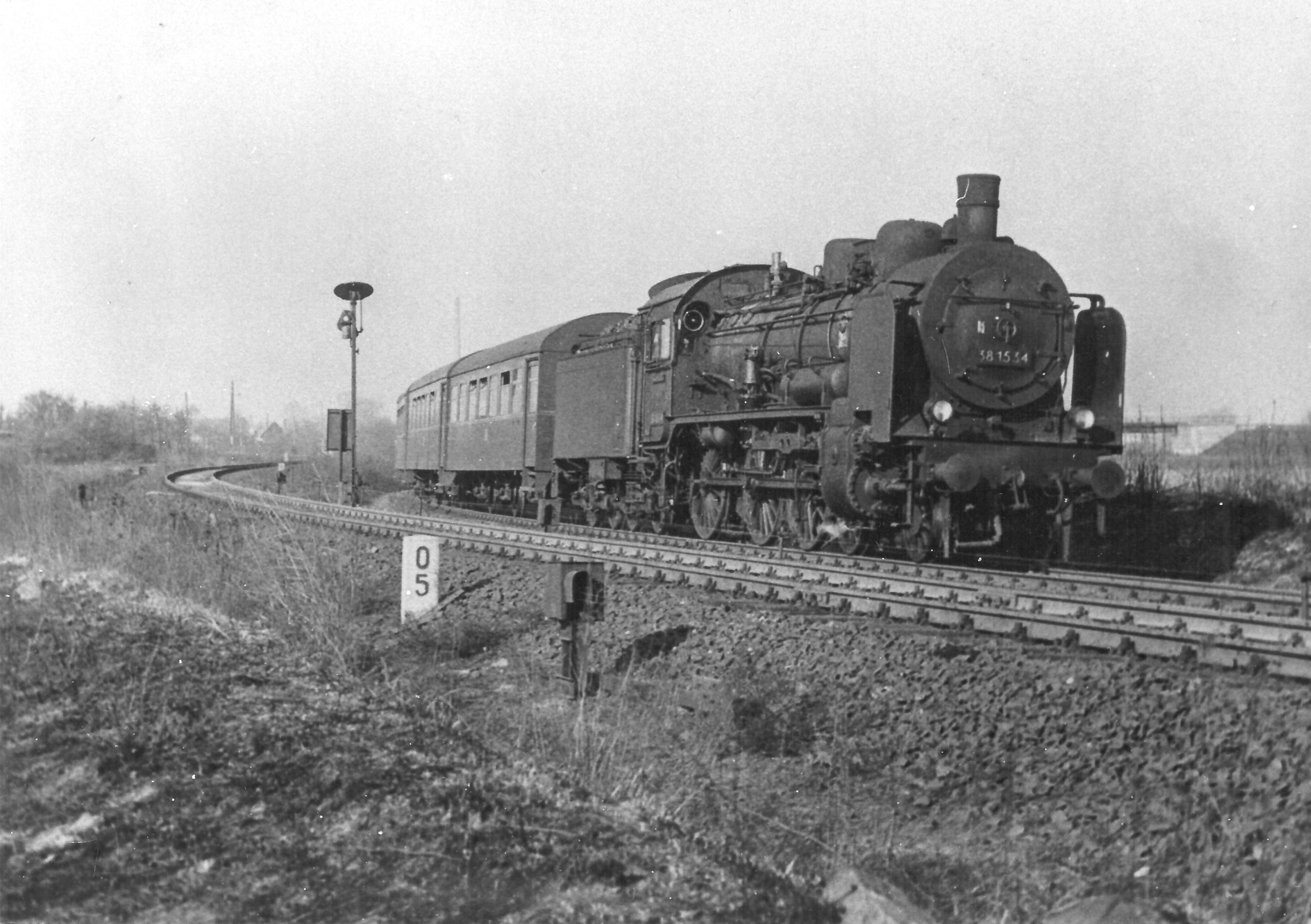
38 1534 vor einem Personenzug zwischen Berlin-Marzahn und Magerviehhof, im Vordergrund die Herzbergkurve (1969)

Nach Kriegsende befand sich die Wriezener Bahn in der Sowjetischen Besatzungszone. Vielerorts mussten Strecken- und Bahnhofsgleise zu Reparationszwecken an die UdSSR abgebaut werden. In Marzahn, Ahrensfelde Friedhof und Seefeld wurde jeweils das Kreuzungsgleis ausgebaut, die am Oderübergang unterbrochene Jädickendorfer Strecke gar gänzlich demontiert. Sowjetische Verbände nagelten den Streckenabschnitt Lichtenberg – Marzahn und die Industriebahn Tegel – Friedrichsfelde auf Breitspur um, um aus den dort gelegenen Industriebetrieben Reparationsgüter abtransportieren zu können. Über die Verbindung Ringbahn – Lichtenberg/Rummelsburg bestanden breitspurige Verbindungen zum Bahnhof Weißensee an der Ringbahn einerseits, sowie über den Betriebsbahnhof Rummelsburg zur Frankfurter Bahn andererseits und damit in Richtung Sowjetunion. Am 18. September 1945 befahl die Transportabteilung der SMAD die Wiederherstellung der normalspurigen Streckenabschnitte.
Am 25. November 1945 nahm die Reichsbahn den Verkehr zwischen Berlin-Lichtenberg und Werneuchen mit vier Personenzugpaaren wieder auf. Die Züge hielten nicht mehr am Bahnhof Magerviehhof. Vor allem Kleingärtnern und Hamsterern kam die Verbindung zugute. Ab dem 4. Mai 1947 wurden der Wriezener Bahnhof in Berlin sowie ab dem 17. Mai 1945 Tiefensee wieder angefahren. Die Wiederinbetriebnahme bis Wriezen verzögerte sich indes, da der Wiederaufbau der Oderbruchbahn Vorrang hatte. Durch das Oderhochwasser vom März 1947 wurden die instandgesetzten Streckenabschnitte teilweise wieder zerstört. Der Leiter der Kraftverkehrsstelle des Kreises Oberbarnim suchte daraufhin ein privates Unternehmen zur Streckensanierung. Die Anliegergemeinden erklärten sich bereit, den Wiederaufbau finanziell zu unterstützen. Die seit 1945 für den Streckenabschnitt zuständige Reichsbahndirektion Greifswald lehnte das Vorhaben zunächst ab mit der Begründung, dass die Reichsbahn für den Wiederaufbau dieser strategischen Strecke verantwortlich sei, ließ aber bald von der Kritik ab. Am 18. August 1947 nahm die Reichsbahn den Verkehr zwischen Werneuchen und Wriezen wieder auf. Am 12. Dezember 1949 schloss sie den Wriezener Bahnhof in Berlin für den Personenverkehr und zog die Züge bis Berlin-Lichtenberg zurück. Der Bahnhofsname Berlin Wriezener Bahnhof ging 1950 auf den Ostgüterbahnhof über. Der Schlesische Güterbahnhof südlich der Frankfurter Bahn erhielt wiederum den Namen Berlin Ostgüterbahnhof.

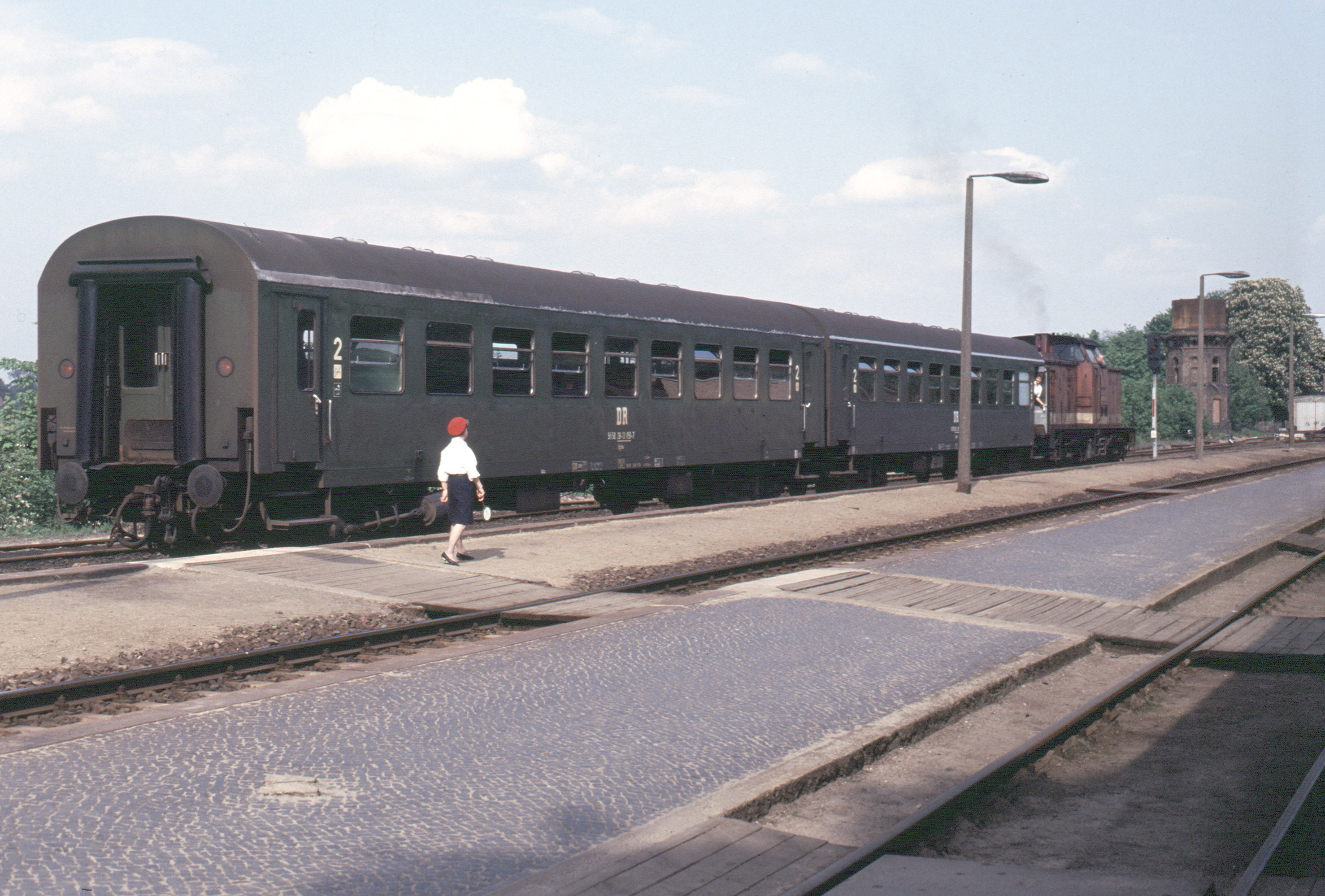
Personenzug im Bahnhof Werneuchen (1993)

Die DDR-Führung beabsichtigte kurz nach der Staatsgründung, den Reiseverkehr möglichst aus West-Berlin fernzuhalten. Dies verlangte die Schließung der nur über die Westhälfte erreichbaren Kopfbahnhöfe und die Umleitung der Züge nach Ost-Berlin. Der 1947 demontierte Güteraußenring wurde hierzu einschließlich der Verbindungskurve Springpfuhl – Marzahn bis zum 1. April 1950 wiederhergestellt. Am 24. Mai 1950 ging die nordwestliche Kurve zwischen dem Güteraußenring und der Wriezener Bahn in Betrieb. Sie zweigte an der Abzweigstelle Sgn (Springpfuhl Nord) vom GAR ab und traf an der Abzweigstelle Aff (Abzweig Friedrichsfelde, ehemals Iab) auf die Wriezener Bahn. Diese sogenannte Herzbergkurve ermöglichte Fahrten vom nördlichen Güteraußenring nach Berlin-Lichtenberg, der ab dem 2. Oktober 1952 planmäßiger Halt von Fernreisezügen war. Zur Kontrolle der Ein- und Ausreise aus der Viersektorenstadt führte die DDR ab demselben Jahr Passkontrollen an der Stadtgrenze ein. Der Sommerfahrplan vom 18. Mai 1952 sah dafür planmäßig 20 Minuten Aufenthalt in Ahrensfelde Friedhof vor. Die Kontrollen blieben auch nach dem Mauerbau bis zum 10. Dezember 1961 bestehen.

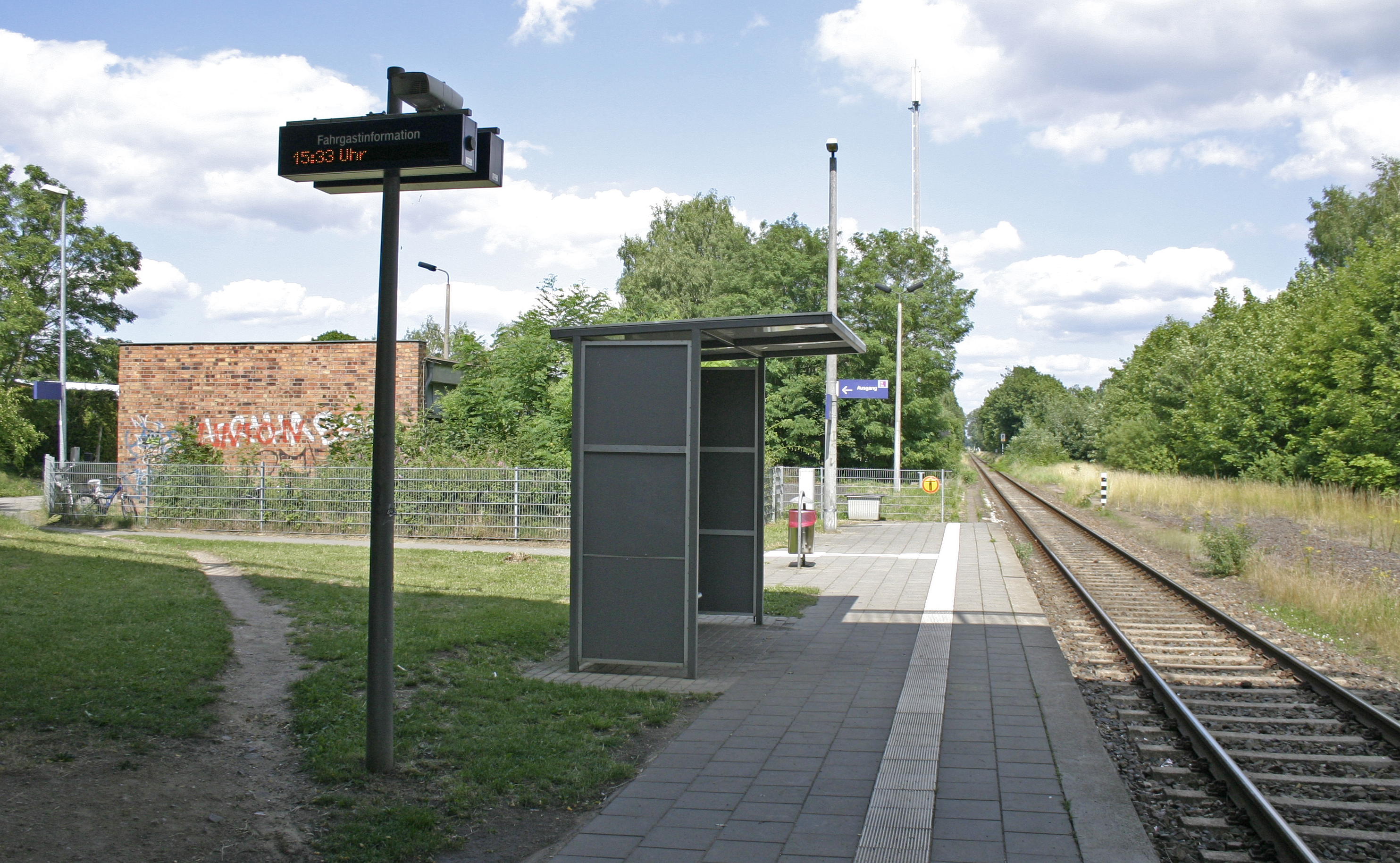
Bahnsteig des Haltepunkts Seefeld (Mark) nach der Verlegung (2015)

Um 1953/54 unterbrach die Reichsbahn den Abzweig zur Industriebahn Tegel-Friedrichsfelde beim Abzweig Aff und bediente den Ostabschnitt der Strecke künftig über den Bahnhof Berlin-Blankenburg an der Stettiner Bahn. Etwa zeitgleich gab man den Bahnhof Magerviehhof als Tarifbahnhof auf. Die nun nicht mehr dem Viehumschlag dienenden Gleisanlagen blieben aber weiterhin in Betrieb. Ab dem 1. Januar 1954 unterstand der Abschnitt Werftpfuhl – Wriezen der Rbd Berlin. Sie übernahm ihn von der Rbd Greifswald, die 1945 aus der Reichsbahndirektion Stettin hervorging.
Ende der 1950er Jahre schloss die Reichsbahn die Bahnhöfe Berlin-Marzahn, Ahrensfelde und Seefeld für den Stückgutverkehr. Am 10. Februar 1966 entfielen die Bahnhöfe Ahrensfelde, Seefeld, Werftpfuhl, Tiefensee und Sternebeck als Tarifbahnhöfe für den Wagenladungsverkehr, Schulzendorf folgte 1969, Blumberg 1971. Die Anschlussstelle Krautwurst ging spätestens in den 1960er Jahren außer Betrieb. In Berlin-Marzahn und Leuenberg bestanden noch Anschlussgleise. Seefeld erlangte ab dem 1. August 1968 wieder größere Bedeutung durch die Inbetriebnahme einer Anschlussbahn zu einem Mitte der 1960er Jahre errichteten Tanklager der Minol. Der Bahnhof selbst wurde wenige Jahre später um 150 Meter nach Südwesten verlegt und mit einem neuen Empfangsgebäude ausgestattet. 1967/68 führte die Deutsche Reichsbahn eine Oberbausanierung zwischen Berlin-Marzahn und Wriezen durch, die Achsfahrmasse konnte dadurch auf 21,0 Tonnen angehoben werden, was den Einsatz von Großdiesellokomotiven der Baureihe V 200 (ab 1970: Baureihe 120) – insbesondere vor den Kesselwagenzügen – ermöglichte.

### Bau des Biesdorfer Kreuzes und der S-Bahn-Strecke

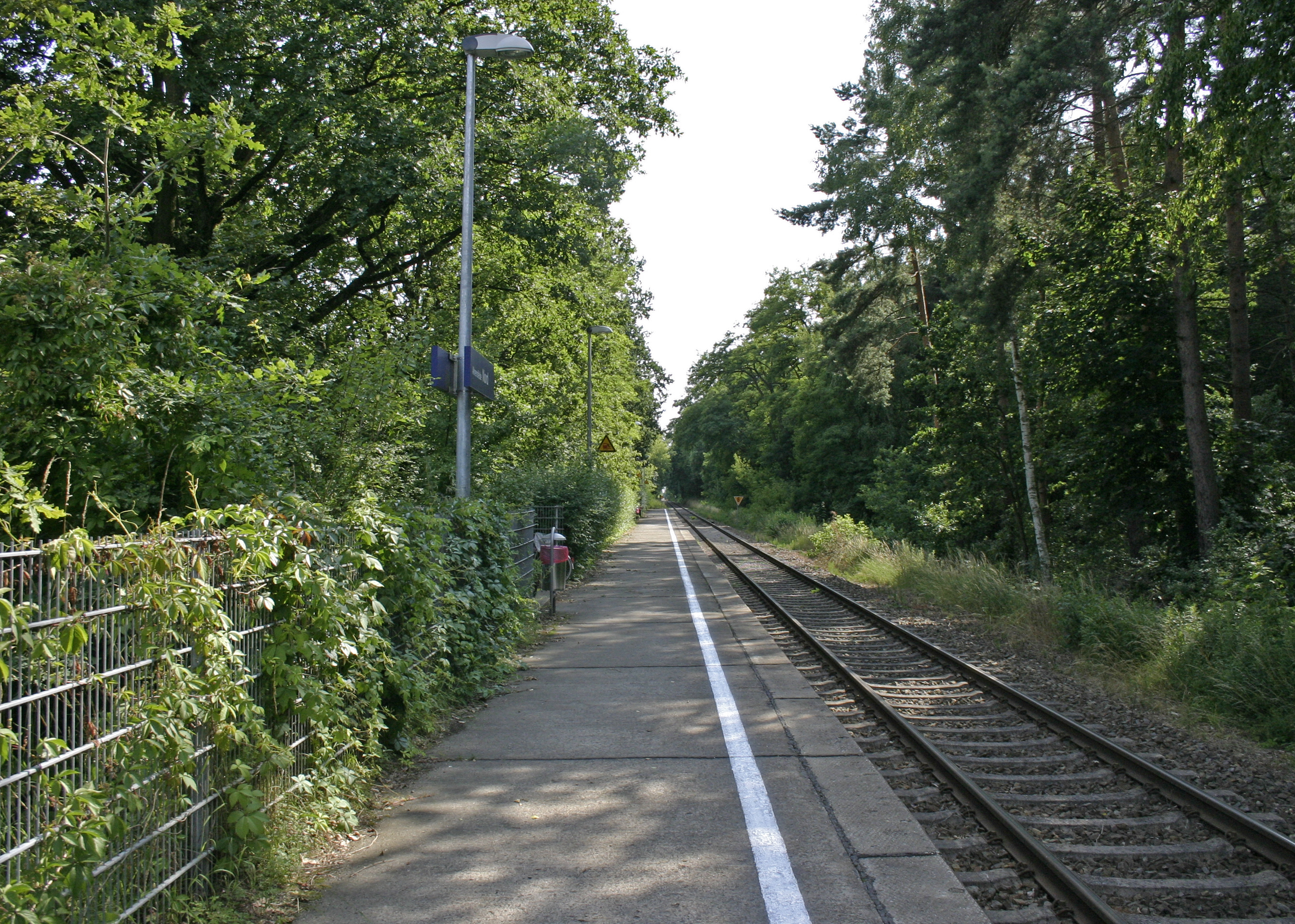
Der Haltepunkt Ahrensfelde Nord ging im Mai 1983 in Betrieb (2015)

Die eingleisige und bei Magerviehhof steigungsreiche Wriezener Bahn stellte einen betrieblichen Engpass dar, rollten doch sämtliche Züge aus dem Norden der DDR nach Berlin-Lichtenberg über diesen Abschnitt. Den ebenfalls eingleisigen Güteraußenring ersetzte die Reichsbahn 1957 durch den zweigleisigen und günstiger trassierten Berliner Außenring. Zwischen 1965 und 1967 plante die Reichsbahn mit dem Vorhaben „Springpfuhl-Wuhlheide-Eichgestell“ die Begradigung des Außenrings. Gleichzeitig sollte durch den Bau von Verbindungskurven die Verknüpfung mit der Ostbahn und der Frankfurter Bahn, somit auch der Bahnhöfe Lichtenberg und Ostbahnhof, verbessert werden. Die Wriezener Bahn war zwischen Berlin-Marzahn und Magerviehhof stillzulegen. Die Züge sollten künftig den Weg über den BAR nach Berlin-Lichtenberg nehmen. Die Planung sah weiterhin den Bau einer S-Bahn-Strecke nach Berlin-Marzahn vor. Am 31. August 1971 ging die erste Baustufe des Biesdorfer Kreuzes in Betrieb. Diese umfasste den neuen Bahnhofs Springpfuhl am Berliner Außenring und zwei eingleisige Strecken für den Güter- und Reisezugverkehr von Springpfuhl nach Marzahn. Gut zwei Wochen später ging der Abschnitt Magerviehhof – Berlin-Marzahn am 14. September 1971 außer Betrieb. Während der Bauarbeiten bestand zwischen Marzahn und Lichtenberg Schienenersatzverkehr. Der Abschnitt bis Magerviehhof blieb zunächst als Anschlussgleis in Betrieb. Ab 1981 entfielen die Übergabefahrten von Berlin-Lichtenberg nach Magerviehhof. Nach der Fertigstellung einer nördlichen Verbindung zum Bahnhof Berlin Nordost am Außenring wurde der Anschluss zum Heizkraftwerk Lichtenberg von dort aus bedient. Bis März 1980 fanden weitere Ausbauarbeiten statt, so am 1. April 1978 die Inbetriebnahme des Relaisstellwerks Bik (Bauart GS II Sp 64b). Nach Abschluss standen zwischen dem Biesdorfer Kreuz und Berlin-Lichtenberg vier Fernbahngleise zur Verfügung. Parallel hierzu erweiterte man den Bahnhof Lichtenberg um zwei weitere Bahnsteige und errichtete ein neues Empfangsgebäude.

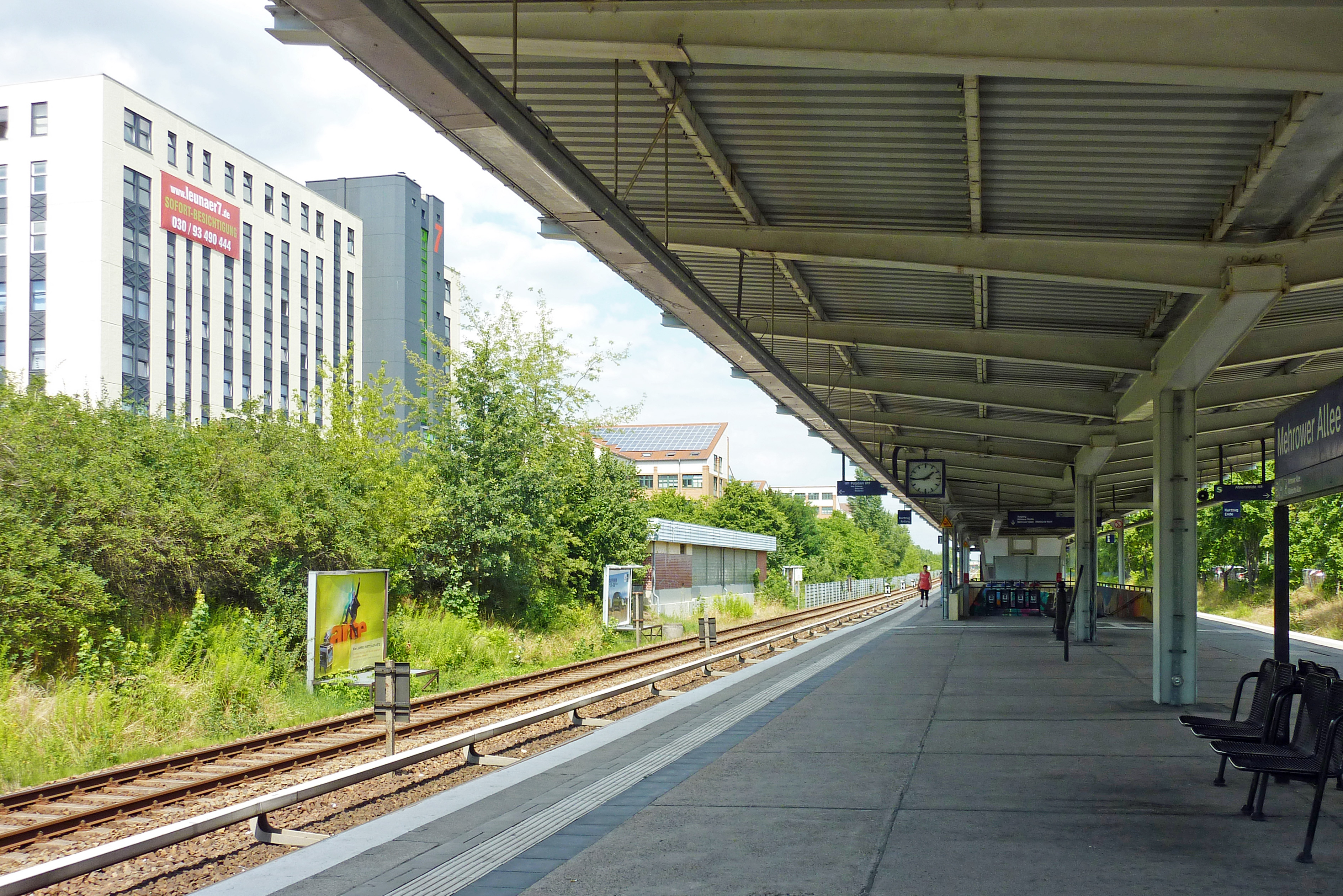
Bahnsteig des Haltepunkts Berlin Mehrower Allee, links das Wriezener Ferngleis (2014)

Bei der Umsetzung der ersten Ausbaustufe des Biesdorfer Kreuzes erhielt der neue Bahnhof Springpfuhl bereits einen Mittelbahnsteig für die spätere S-Bahn-Strecke. Entgegen vorherigen Pressemitteilungen hielten die Vorortzüge ab dem 17. September 1971 nicht in Springpfuhl. Die fehlende Sicherungstechnik ermöglichte nur die Nutzung des Gütergleises. Erst nach der Verlegung der Außenringgleise im Kreuzungsbereich mit der Ostbahn im Januar 1975 konnte der Bau der S-Bahn-Gleise in Angriff genommen werden. In die Bauzeit fiel im Februar 1975 der Beschluss zum Aufbau des IX. Stadtbezirks Marzahn beiderseits der Wriezener Bahn. Östlich der Strecke sollten bis 1985 insgesamt 35.000 Wohnungen für rund 100.000 Einwohner fertiggestellt werden, auf der Westseite war der Aufbau eines Gewerbegebiets mit 28.000 Arbeitsplätzen vorgesehen. Der S-Bahn-Verkehr sollte daher über Marzahn bis Ahrensfelde ausgedehnt werden. Der erste Abschnitt von der Abzweigstelle Fro (Friedrichsfelde Ost, heute Berlin Biesdorfer Kreuz S-Bahn) bis Marzahn ging am 30. Dezember 1976 in Betrieb, zwei Jahre bevor die ersten Mieter die neu errichteten Plattenbauten bezogen. Bis Springpfuhl verlief die Neubaustrecke zweigleisig, von Springpfuhl bis Marzahn nutzte sie das 1971 aufgebaute Personengleis. Die Vorortzüge Richtung Werneuchen endeten bereits ab dem 26. September 1976 in Marzahn, um den Fernbahnhof Lichtenberg zu entlasten. Für das zweite elektrische Streckengleis mussten die beiden bestehenden Gleise nochmals neu trassiert werden, da die Ausfädelung einer S-Bahn-Strecke entlang des BAR zum Karower Kreuz vorbereitet werden sollte. Zudem war nördlich von Springpfuhl der Bau eines zusätzlichen Haltepunkts Springpfuhl Nord vorgesehen. Der Mittelbahnsteig durfte keine Krümmungen aufweisen, da die Abfertigung durch Fernbeobachtungsanlagen erfolgen sollte. Nach der Errichtung des Bahnsteigs ging das zweite Streckengleis östlich davon am 20. Dezember 1978 in Betrieb. Das bestehende, nun stadteinwärtige Gleis und das Gütergleis wurden anschließend im April 1979 auf die neue Trasse verlegt. Der neue S-Bahnhof ging am 28. September 1979 unter dem Namen Karl-Maron-Straße in Betrieb.
Der Bau des 3,6 Kilometer langen Abschnittes von Marzahn nach Ahrensfelde begann 1978. Die zweigleisige S-Bahn-Strecke verlief parallel zum bestehenden Streckengleis auf der Westseite und der neu errichteten Heinrich-Rau-Straße auf der Ostseite (seit 1992: Märkische Allee). Als erstes wurde der 1,7 Kilometer lange Abschnitt von Marzahn über den S-Bahnhof Bruno-Leuschner-Straße (Arbeitstitel: Marzahn Mitte) zum S-Bahnhof Otto-Winzer-Straße (Arbeitstitel: Marzahn Nord) in Angriff genommen. Das spätere stadtauswärtige Gleis ging mitsamt den beiden S-Bahnhöfen am 15. Dezember 1980 in Betrieb und kam hier wiederum zuerst den Bauarbeitern des Wohngebietes zugute. Die Fernzüge endeten zunächst in Marzahn und fuhren auf dem späteren stadteinwärtigen Gleis ohne Halt an den beiden S-Bahnhöfen Richtung Ahrensfelde, während das Wriezener Ferngleis zu dieser Zeit erneuert wurde. Ab dem 1. Februar 1981 endeten die Fernzüge am stadteinwärtigen Bahnsteig am Haltepunkt Otto-Winzer-Straße. Im April 1981 stellte die Reichsbahn das Ferngleis von Marzahn bis südlich Otto-Winzer-Straße fertig. Das stadteinwärtige S-Bahn-Gleis konnte ab dem 1. September 1981 bis Bruno-Leuschner-Straße befahren werden. Betrieblich bestanden neben dem Ferngleis daher zwei eingleisige S-Bahn-Strecken (Marzahn – Bruno-Leuschner-Straße und Marzahn – Otto-Winzer-Straße). Am 30. Dezember 1982 eröffnete Reichsbahn den Streckenabschnitt Otto-Winzer-Straße – Ahrensfelde und nahm den zweigleisigen Betrieb auf der Gesamtstrecke auf. Der Endbahnhof Ahrensfelde erhielt als einziger S-Bahnhof ein neues Empfangsgebäude auf der Ostseite. Das mechanische Stellwerk aus der Eröffnungszeit ersetzte man durch ein Relaisstellwerk. Die Anlage mit einem Seitenbahnsteig für die S-Bahn und einen gemeinsamen Mittelbahnsteig für S- und Fernbahn ermöglichte den ebenerdigen Umstieg zwischen beiden Verkehrsmitteln. Mit der Inbetriebnahme verlagerte sich der Endbahnhof der Fernzüge ebenfalls nach Ahrensfelde. Den zur Hauptbahn aufgewertete Abschnitt Springpfuhl – Ahrensfelde befuhren künftig nur Güter- und Leerreisezüge. Auf Wunsch von Militärangehörigen ging am 29. Mai 1983 der Haltepunkt Ahrensfelde Nord in Betrieb. Aus dem Bahnhofslageplan von Ahrensfelde und Protokollen zur Gestaltung des Empfangsgebäudes ging hervor, dass eine spätere Verlängerung der S-Bahn-Strecke bis Ahrensfelde Nord vorgesehen war.

### Die Wriezener Bahn nach 1990

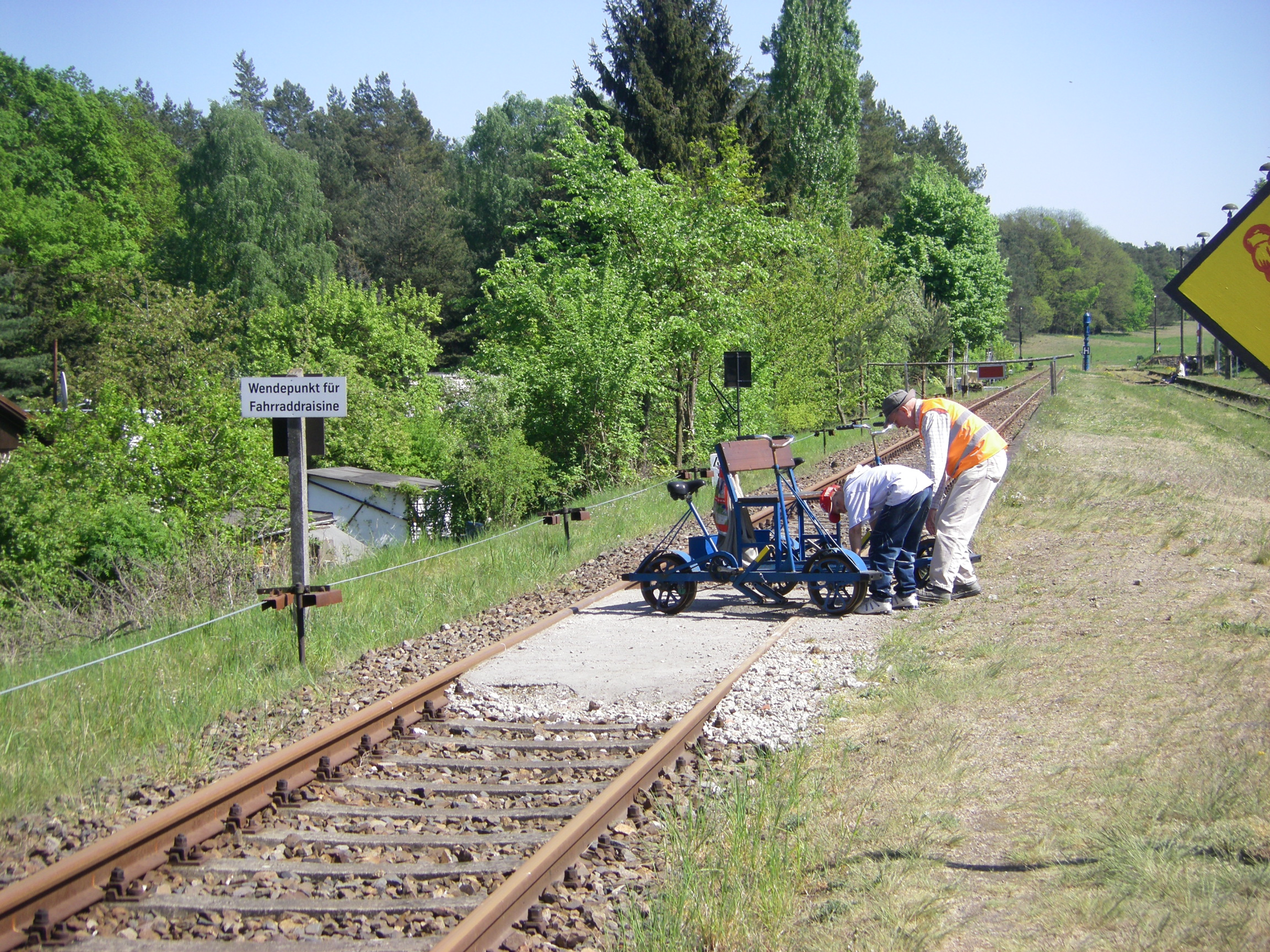
Wendepunkt der Draisinenstrecke im Bahnhof Sternebeck (2009)

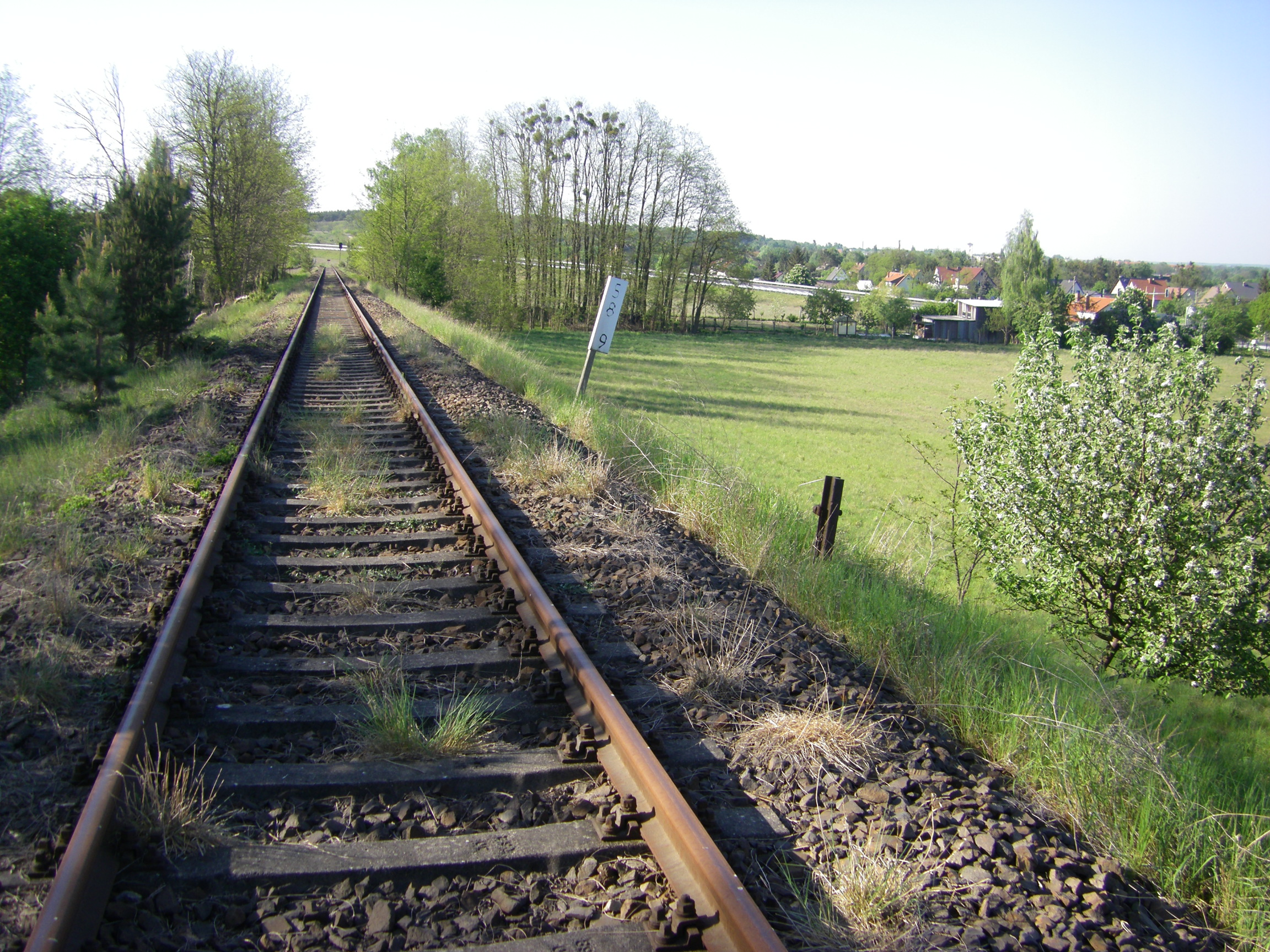
Stillgelegter Streckenabschnitt zwischen Schulzendorf und Wriezen, im Hintergrund ist der Neubau der Bundesstraße 167 zu erkennen, der den Bahnkörper zerteilt (2009)

Die Wende in der DDR führte zu mehreren Veränderungen entlang der Strecke. Der politische Wechsel äußerte sich in der Umbenennung zahlreicher Straßen, die zuvor nach DDR-Politikern benannt waren. Damit verbunden war auch eine Änderung der Bahnhofsnamen Karl-Maron-Straße, Bruno-Leuschner-Straße und Otto-Winzer-Straße zum 1. Februar 1992 in Poelchaustraße, Raoul-Wallenberg-Straße und Mehrower Allee. Wirtschaftlich zeigte sich der Wandel im Rückgang des Personen- und besonders des Güterverkehrs. Bis Mitte der 1990er Jahre reduzierte sich das Aufkommen auf die Bedienung eines Baustoffanschlusses in Werneuchen. Im Gegenzug verlängerte die 1994 gegründete Deutsche Bahn (DB) die nun als Regionalbahn bezeichneten Vorortzüge am 29. Mai 1994 bis Berlin-Lichtenberg. Außerhalb des S-Bahn-Tarifs war die Auslastung hingegen sehr gering, insbesondere nach der Unterbrechung der durchgehenden Verbindung in Tiefensee am 31. Mai 1997. Obwohl es im Oktober 1997 zu einer Vereinbarung zwischen dem brandenburgischen Verkehrsminister Meyer (SPD) und Triebfahrzeugführern der DB kam, der unter anderem die Wiederaufnahme der durchgehenden Zugverbindung vorsah, wurde der Abschnitt Tiefensee – Wriezen am 19. April 1998 eingestellt. Am 10. November 1999 genehmigte das Eisenbahn-Bundesamt (EBA) die Stilllegung des Abschnittes, der am 15. Dezember 1999 vollzogen wurde. 2004 erwarb die Mittenwalder Eisenbahnimmobiliengesellschaft (MEIG) den Abschnitt von Tiefensee (ausschließlich) bis Sternebeck, auf dem seit Ostern 2004 eine Draisinenbahn besteht. Der 1999 gegründete Verein Museumseisenbahn Sternebeck plant die Einrichtung eines Museumsbetriebs auf dem stillgelegten Streckenteil. Da die Strecke bei Wriezen seit dem Neubau einer Ortsumgehung für die Bundesstraße 167 unterbrochen ist und bis Tiefensee noch regulärer Zugverkehr bestand, war der Bau von zwei neuen Endbahnhöfen außerhalb von Tiefensee sowie bei Vevais vorgesehen, nach jüngeren Berichten war ein Betrieb bis zur ehemaligen Anschlussstelle Krautwurst vorgesehen. Zum Fahrplanwechsel am 10. Dezember 2006 wurde der Personenverkehr zwischen Tiefensee und Werneuchen eingestellt.

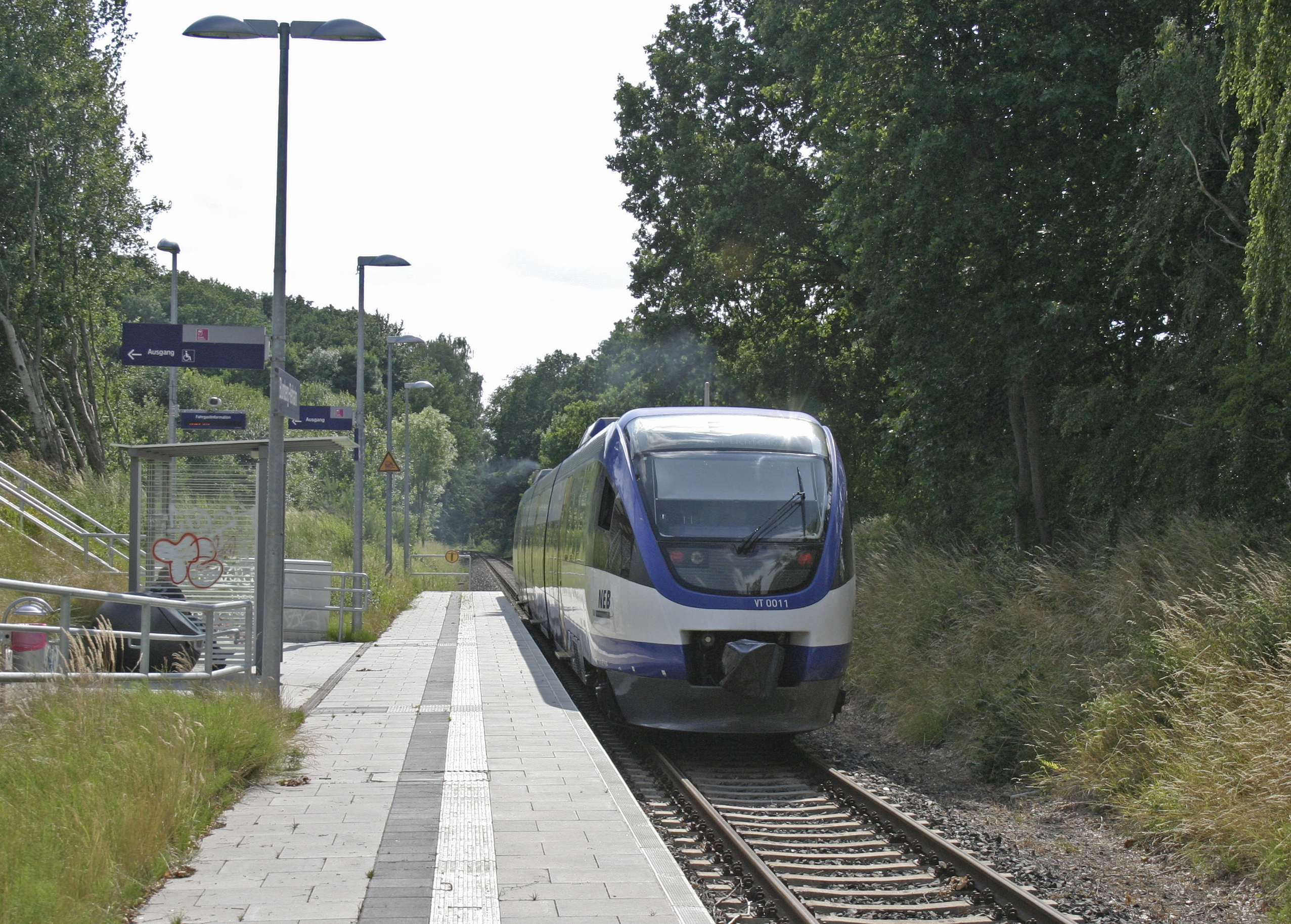
Haltepunkt Blumberg-Rehhahn mit ausfahrendem Zug nach Berlin-Lichtenberg (2015)

Im Jahr 2004 begannen Planungen zur Errichtung eines Haltepunkts am Gewerbegebiet Ahrensfelde-Rehhahn. Der Bahnhof sollte nach ursprünglichen Planungen im Dezember 2008 in Betrieb gehen. Dieser Termin konnte nicht gehalten werden, da keine Einigung über die Höhe der Betriebskosten und der Stationsgebühren erzielt werden konnte. Überlegungen, die Station durch einen privaten Anbieter betreiben zu lassen, stand das geltende Eisenbahnrecht im Wege. Schließlich ging der Haltepunkt nach dreimonatiger Bauzeit am 16. August 2013 unter dem Namen Blumberg-Rehhahn in Betrieb. Die Kosten der Verkehrsstation von 290.000 Euro trugen das Land und die Gemeinde, weitere 200.000 Euro wurden in den Vorplatz mit PKW-Stellplätzen und überdachten Fahrradstellplätzen investiert. 150 Fahrgäste pro Tag werden an der Station erwartet. Um die Attraktivität der Wriezener Bahn insgesamt weiter zu stärken, setzt sich der Berliner Fahrgastverband IGEB darüber hinaus für den Wiederaufbau des Regionalbahnsteigs in Berlin-Marzahn sowie für einen neuen Haltepunkt an der Schloßparksiedlung zwischen Blumberg und Seefeld ein. Im Jahr 2009 wurde der Regionalbahnsteig am Bahnhof Ahrensfelde von 90 Zentimeter auf 55 Zentimeter abgesenkt. Die MEIG kaufte den Streckenabschnitt Tiefensee – Werneuchen (ausschließlich) im Dezember 2012 von der DB Netz, übergab die Betriebsrechte im August 2015 an die Regio Infra Nord-Ost. Diese schrieb den Streckenabschnitt am 17. Januar 2017 zur Übernahme durch andere Eisenbahninfrastrukturunternehmen aus, ein Verkauf unterblieb bislang.
2018 erfolgte eine Modernisierung inklusive barrierefreiem Ausbau der Stationen Ahrensfelde Nord, Blumberg (b Berlin), Seefeld (Mark) und Werneuchen. Die Bahnsteige wurden dabei auf 76 Zentimeter erhöht, während die Bestandsbahnsteige in Ahrensfelde und Blumberg-Rehhahn eine Höhe von 55 cm aufweisen. Die auf der Strecke eingesetzten Fahrzeuge der Niederbarnimer Eisenbahn (NEB) vom Typ Bombardier Talent weisen eine Einstiegshöhe von 80 Zentimetern auf; somit ist an den modernisierten Bahnsteigen ein barrierefreier Einstieg möglich. Ab dem 10. Juli 2018 war die Strecke vollgesperrt. In diesem Zeitraum wurde die Erhöhung der Bahnsteige und die Aufschaltung der elektronischen Stellwerke Blumberg und Werneuchen bei gleichzeitiger Außerbetriebnahme der vorhandenen Stellwerke vorgenommen. Die Bedienung erfolgt seitdem durch den Fahrdienstleiter Beeskow. Weiterhin ließ die DB Netz drei Durchlässe, vier Bahnübergänge und insgesamt anderthalb Kilometer Streckengleis erneuern. Die Streckengeschwindigkeit konnte durch die Maßnahme auf 80 km/h angehoben werden. Eine angedachte Umstellung auf Zugleitbetrieb wurde nicht umgesetzt. Am 20. August fand die feierliche Wiedereröffnung der Strecke unter Anwesenheit von Brandenburgs Infrastrukturministerin Schneider statt. Von einer Modernisierung des Haltepunkts Ahrensfelde Friedhof nahm man wegen Unstimmigkeiten mit der Gemeinde Ahrensfelde zunächst Abstand.
Im November 2019 ging am Biesdorfer Kreuz das elektronische Stellwerk für den Bereich der S-Bahn in Betrieb, ebenso die Ausrüstung der S-Bahnstrecke zwischen Lichtenberg und Ahrensfelde mit dem Zugbeeinflussungssystem S-Bahn Berlin (ZBS). Anfang 2021 folgte ein ebensolches Stellwerk für die Fernbahn.

### Zukünftige Planungen und Vorhaben
Im Rahmen der Regionalkonferenzen für den Landesnahverkehrsplan 2018–22 wurde für die Vergabe des Personenverkehrs auf der Strecke ab Ende 2024 die Überlegung getätigt, eine Doppeltraktion oder eine Taktverdichtung vorzunehmen. Im Rahmen der Untersuchungen für das ÖPNV-Konzept 2030 des Verkehrsverbunds Berlin-Brandenburg (VBB) wurde im Nullfall eine Erhöhung der Fahrgastfahrten von 1400 (2013) auf 2100 pro Tag im Jahr 2030 prognostiziert. Bei Einführung eines Halbstundentaktes in der Hauptverkehrszeit ist eine weitere deutliche Steigerung (1600 Fahrgastfahrten pro Tag, 900 Fahrten mehr gegenüber dem Nullfall) zu erwarten. In der Empfehlung spricht sich der VBB jedoch lediglich für eine Erhöhung der Fahrzeugkapazität aus. In einem gemeinsamen Positionspapier sprechen sich die Gemeinde Ahrensfelde und die Stadt Werneuchen für einen Halbstundentakt aus, dieser soll unter anderem zu einer Entlastung der überlasteten Bundesstraße 158 führen.
Die Brandenburger Landesregierung stellte am 27. November 2018 in Aussicht, ab dem Jahr 2022 zwischen Berlin Ostkreuz und Werneuchen einen Halbstundentakt einrichten zu wollen. Zur Realisierung der Taktverdichtung seien laut Infrastrukturministerin Schneider der Bau eines zweiten Bahnsteigs in Blumberg sowie eventuell zusätzliche Weichen erforderlich.
Für eine Reaktivierung des Personenverkehrs auf der restlichen Strecke zwischen Werneuchen und Wriezen gibt es derzeit keine konkreten Pläne. Dennoch befinde sich laut Benjamin Raschke der Abschnitt Werneuchen – Wriezen mit der Priorität B auf der Liste der reaktivierungswürdigen Strecken des VDV. Das entsprechende Ministerium kündigte im Mai 2019 die Absicht an, einen Stilllegungsantrag des Teilabschnitts bis Tiefensee zurückziehen zu wollen.
Am 16. Januar 2020 sagte Guido Beermann, Minister für Infrastruktur und Landesplanung des Landes Brandenburg, dass das Ministerium Gespräche mit der DB Netz AG zur Aufnahme des Ausbaus in Blumberg in die kommende Leistungs- und Finanzierungsvereinbarung für den Förderzeitraum ab 2020 führen würde. Mit einer Inbetriebnahme vor 2022 sei jedoch nicht zu rechnen. Zu einer Reaktivierung des Streckenabschnitts Wriezen–Tiefensee sagte der Minister, dass ein positives volkswirtschaftliches Kosten-Nutzen-Verhältnis nicht zu erwarten sei, aufgrund des notwendigen vollständigen Neubaus ab Werneuchen und der zu erwartenden Fahrgastzahlen. Der Streckenabschnitt Werneuchen–Tiefensee werde seit dem 1. Februar 2013 nur für gelegentliche Überführungsfahrten genutzt.
Am 22. Mai 2020 wurde das Vergabeverfahren für das sogenannte „Netz Ostbrandenburg“ gestartet. Darin werden unter anderem auch Leistungen auf der Wriezener Bahn (RB 25) für den Zeitraum vom 15. Dezember 2024 bis zum 13. Dezember 2036 bestellt. Es sollen batterieelektrische Züge mit Kapazitäten von 120 bis 140 Sitzplätzen zum Einsatz kommen. Das Angebots- und Bedienkonzept sieht einen stündlichen Grundtakt zwischen Berlin Ostkreuz und Werneuchen vor, der von Montag bis Freitag (außer Feiertage) im Zeitraum zwischen 6 und 20 Uhr auf einen angenäherten 30-Minuten-Takt zwischen Werneuchen und Berlin-Lichtenberg erweitert werden soll. Dabei sollen beide Taktgruppen ein differenziertes Haltekonzept aufweisen. So sollen die die Züge des Grundtaktes alle Halte bedienen, während die Verdichterleistungen zum 30-Minuten-Takt zwischen den Bahnhöfen Blumberg und Ahrensfelde an den Haltepunkten Blumberg-Rehhahn, Ahrensfelde Nord und Ahrensfelde Friedhof infrastrukturbedingt nicht halten sollen. Es wird angestrebt, dass im Verlauf des Verkehrsvertrages alle Stationen durch alle Fahrten der Linie bedient werden sollen, hierfür ist der Bau einer zweiten Bahnsteigkante in Ahrensfelde vorgesehen. Die Züge des stündlichen Grundtaktes sollen zu dem in einem gemeinsamen Fahrzeugumlauf mit der Linie RB12 verkehren. Am Abend sollen es gegenüber dem heutigen Fahrplan (2020) drei weitere Fahrten geben, so soll eine letzte Fahrt um 0:40 Uhr in Ahrensfelde beginnen und um 0:59 Uhr in Werneuchen eintreffen.
Anfang November 2020 wurde das Empfangsgebäude Tiefensee mitsamt der Bahnstrecke Tiefensee – Werneuchen an das Gleisbauunternehmen KGT verkauft. Der Geschäftsführer von der KGT plant auf der ehemaligen Verladerampe eine Werkstatt zu errichten, sowie im Empfangsgebäude ein Büro mit Schlafunterkunft einzurichten. Der Geschäftsführer der KGT ist Mitglied des Vorstandes der „Initiative Wriezener Bahn e. V.“. Der Verein wurde 2019 gegründet, um die Bemühungen verschiedener Gruppierungen um die Reaktivierung der Strecke zu bündeln. Mittlerweile sind die Landkreise Barnim und Märkisch-Oderland, die Städte Wriezen, Werneuchen, Ahrensfelde sowie die Ämter Barnim-Oderbruch und Falkenberg-Höhe Mitglieder; Vorstandsvorsitzender ist der Wriezener Einwohner Steffen Blunk.
Am 2. Juni 2021 hat der Verkehrsverbund Berlin-Brandenburg bekanntgegeben, dass die Niederbarnimer Eisenbahn den Zuschlag für das Vergabeverfahren für das Netz Ostbrandenburg erhalten hat. Ab der Fahrplanumstellung im Dezember 2024 sollen damit auf der RB 25 batterieelektrische Fahrzeuge vom Typ Siemens Mireo Plus B zum Einsatz kommen und der 30-Minuten-Takt an Wochentagen umgesetzt werden. Der Vertrag hat eine Laufzeit von zwölf Jahren.
Nach der Fahrplanumstellung im Dezember 2024 sollen die Züge von Montag bis Freitag in der Zeit zwischen ca. 5 und 19 Uhr zwei Mal pro Stunde zwischen Werneuchen und Berlin verkehren. Die Zwischenhalte Blumberg-Rehhahn, Ahrensfelde Nord und Ahrensfelde Friedhof sollen mindestens in den sogenannten Lastrichtungen (morgens nach Berlin und nachmittags Richtung Werneuchen) durch beide Zugfahrten bedient werden. Die Halte Blumberg, Seefeld, Werneuchen und auch Ahrensfelde können voraussichtlich von jedem Zug bedient werden. Die Züge des Stundentaktes sollen ab/bis zum Bahnhof Berlin-Ostkreuz verkehren, während die Züge des Zwischentaktes ab/bis Berlin-Lichtenberg verkehren. Um eine Bedienung aller Zwischenhalte durch alle Zugfahrten im Gemeindegebiet Ahrensfelde zu ermöglichen, ist es notwendig eine weitere Kreuzungsstelle zwischen Blumberg und dem Biesdorfer Kreuz zu schaffen. Entgegen dem Ausschreibungsfahrplan wird es in der verkehrsschwachen Zeit am Vormittag allerdings zu einer sog. Taktlücke kommen, damit die Güterverkehrsanschließer (u. a. Berger Bau) in Werneuchen weiterhin bedient werden können. Daher wird es einmalig zwischen 9 Uhr und 10 Uhr ein nur stündliches Angebot geben.

## Verlauf

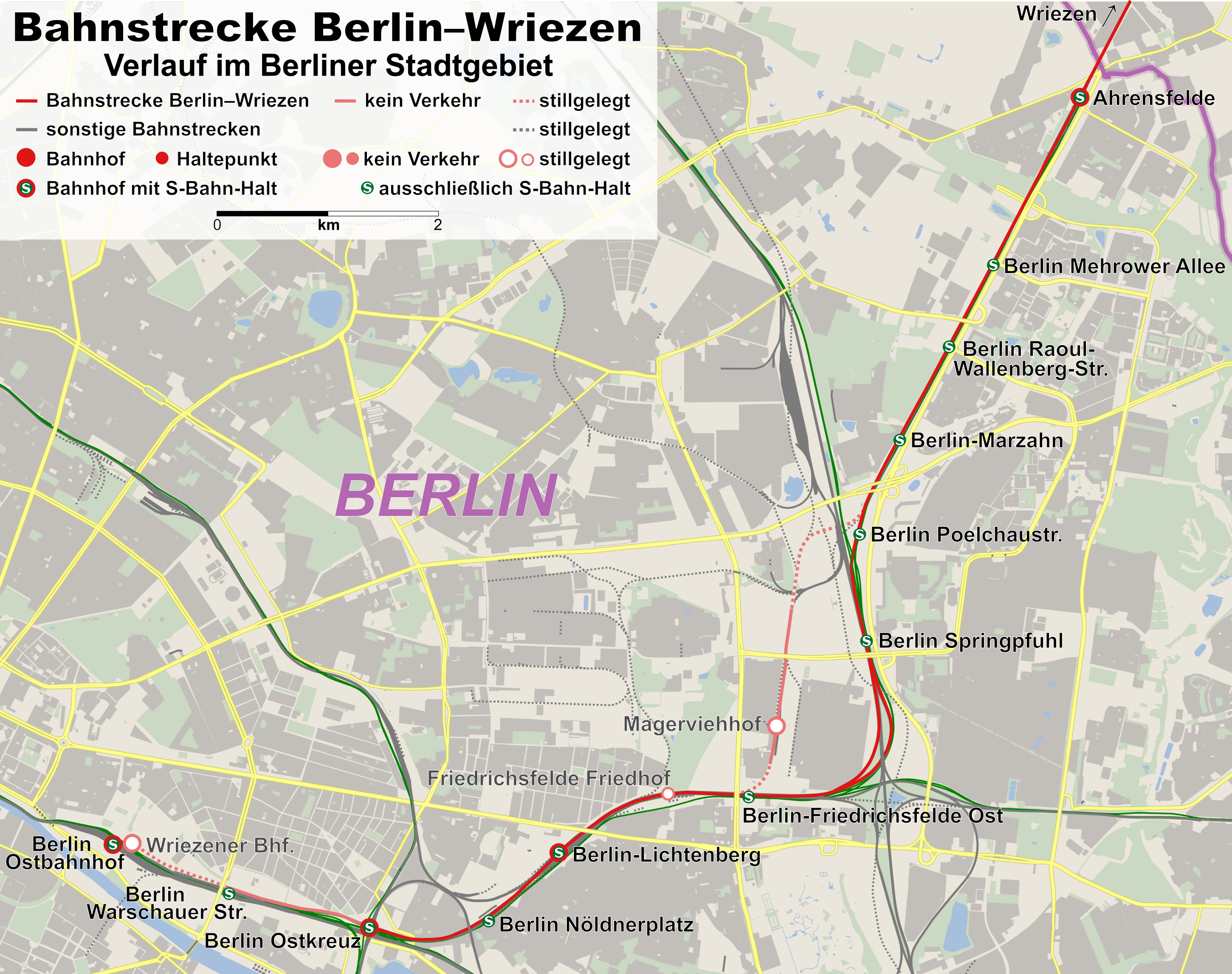
Verlauf der Wriezener Bahn in Berlin

Die Wriezener Bahn nahm ihren Ausgangspunkt seit 1903 am Wriezener Bahnhof (bis 1924 Berlin Schlesischer Bahnhof, Wriezener Bahnsteig). Die Anlage befand sich nordöstlich des Schlesischen Bahnhofs (seit 2000: Berlin Ostbahnhof) jenseits der Straße der Pariser Kommune. Die Strecke führte weiter parallel zu den Vorortgleisen der Ostbahn über den Bahnhof Lichtenberg bis auf Höhe des heutigen Bahnhofs Friedrichsfelde Ost. Das Streckengleis führte anschließend weiter nach Norden und erreichte nördlich des Bahnhofs Springpfuhl die Bestandsstrecke. Seit 1971 nutzen die Züge die weiter östlich gelegene Verbindung über das Biesdorfer Kreuz und den Berliner Außenring. Bis zum Bahnhof Ahrensfelde unmittelbar südlich der Berliner Landesgrenze verläuft östlich zur Fernstrecke die zweigleisige Hauptbahn für den S-Bahn-Verkehr, parallel hierzu führt die Bundesstraße 158 im Zuge der Märkischen Allee. Die Nebenbahn verfügt bis Ahrensfelde über keine weiteren Betriebsstellen. Bis Leuenberg steigt das Streckenprofil auf 114,2 Meter über Normalnull an, die Trassierung weist bis hierhin kaum Besonderheiten auf. Östlich von Tiefensee waren hingegen umfangreiche Erdarbeiten vonnöten, da das Gelände abwechselnd Höhenzüge und tiefe Täler aufwies; so wird der Gamengrund auf einem fast 50 Meter hohen Damm überquert. Die Strecke holt in diesem Abschnitt stärker nach Osten aus und wendet sich ab Schulzendorf wieder stärker nach Norden. Auf den letzten acht Kilometern Schulzendorf und Wriezen fällt das Streckenprofil von 72 Meter auf fünf Meter vergleichsweise stark ab. Die Strecke führte von Süden kommend in den Bahnhof Wriezen.
Der Abschnitt von Berlin Wriezener Bahnhof bis Berlin-Lichtenberg wird als Bestandteil der Gütergleise der Ostbahn unter der VzG-Streckennummer 6078 (Berlin Wriezener Bf – Küstrin-Kietz Grenze) geführt. Der Streckenabschnitt von Berlin-Lichtenberg über Biesdorfer Kreuz nach Ahrensfelde trägt die Streckennummer 6072. Der stillgelegte Streckenabschnitt über Magerviehhof trägt die Streckennummer 6531 (Abzw Biesdorfer Kreuz West – Abzw Springpfuhl Nord). Der Streckenabschnitt Ahrensfelde – Wriezen wird unter der Nummer 6528 geführt. Die S-Bahn-Strecke von der Abzweigstelle Biesdorfer Kreuz S-Bahn nach Ahrensfelde S-Bahn hat die Streckennummer 6011.

## Verkehr

### Personenverkehr

#### Regionalverkehr
Im Eröffnungsjahr 1898 verkehrten zwischen Lichtenberg-Friedrichsfelde und Werneuchen täglich fünf Zugpaare mit maximal vier Wagen. Ab dem 15. Oktober fuhren drei Zugpaare zwischen Lichtenberg-Friedrichsfelde und Königsberg (Neumark) und ein weiteres Zugpaar zwischen Lichtenberg-Friedrichsfelde und Wriezen. Ein Zug nach Königsberg begann bereits im Schlesischen Bahnhof in Berlin und fuhr bis Lichtenberg-Friedrichsfelde über die Ostbahngleise. Hinzu kam ein morgendlicher Zug von Werneuchen nach Lichtenberg-Friedrichsfelde, der abends zurückfuhr. Ab dem 1. Mai 1899 begannen und endeten zwei der Königsberger Zugpaare im Schlesischen Bahnhof. Ab 1901 waren zwischen Lichtenberg-Friedrichsfelde und Wriezen fünf Zugpaare unterwegs, ab dem 15. Mai 1903 fuhren davon vier Zugpaare bis Königsberg durch. Im Sommer 1905 legte die Bahnverwaltung ein weiteres Zugpaar zwischen Berlin und Jädickendorf ein, das nur auf den wichtigsten Unterwegsbahnhöfen hielt. Die aus Richtung Berlin kommenden Züge begannen und endeten ab dem 1. Oktober 1903 am neu errichteten Wriezener Bahnsteig des Schlesischen Bahnhofs, dem späteren Wriezener Bahnhof.

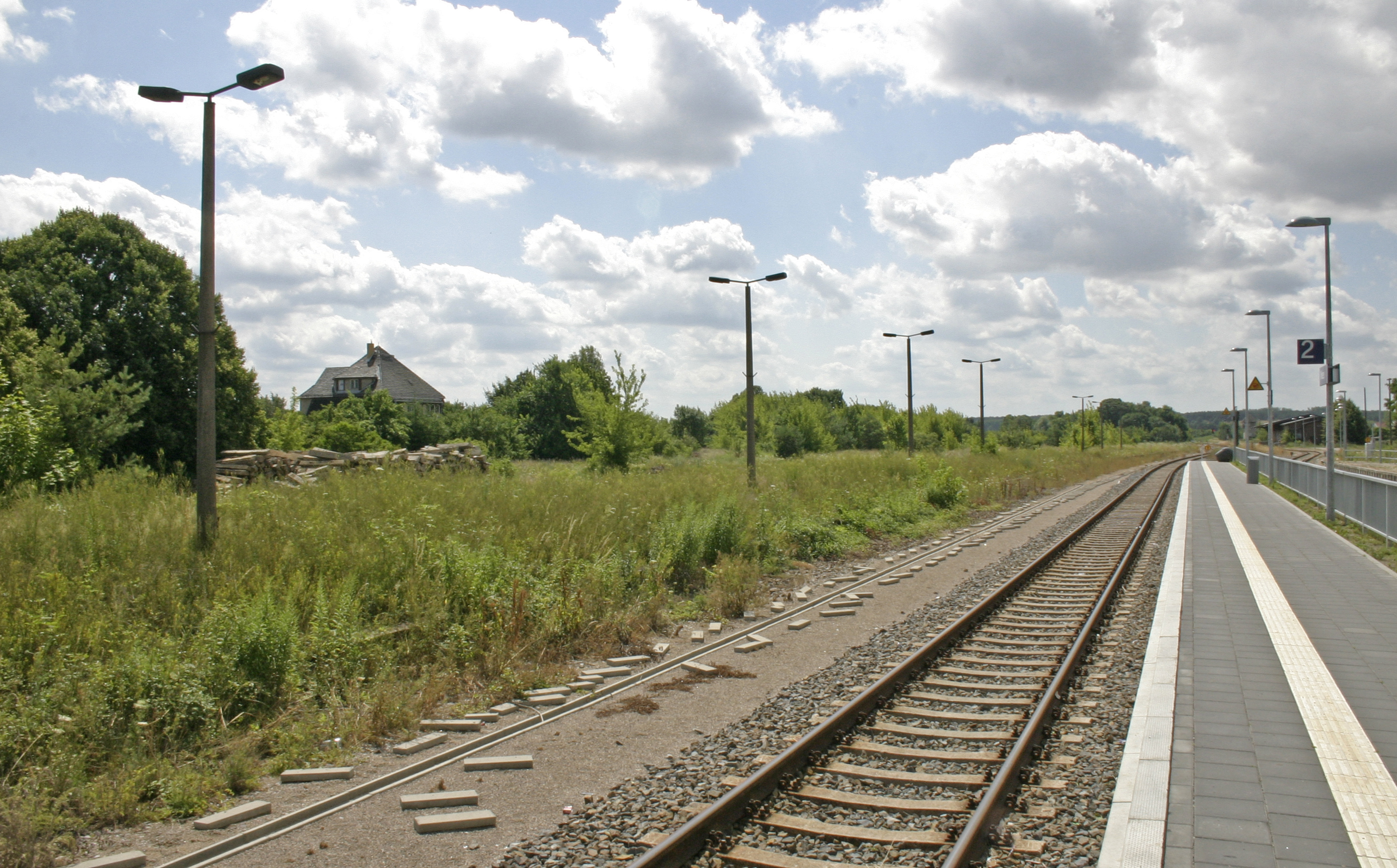
Überreste des Bahnsteigs 3/4 in Wriezen, an dem die Berliner Züge hielten (2015)

Zwischen Berlin und Werneuchen fuhren zusätzlich zu den darüber hinaus verkehrenden Zügen vom 1. Oktober 1906 an täglich sechs, ab 1. Oktober 1907 täglich sieben Zugpaare. Die meisten Züge hielten ab dem 1. Februar 1909 nicht mehr im Haltepunkt Friedrichsfelde Friedhof. Ab 1. Mai 1913 fuhr täglich ein Friedhofszugpaar zwischen Berlin und Ahrensfelde Friedhof, das ab dem 1. Oktober 1913 durch zwei weitere Zugpaare verstärkt wurde. Im Frühjahr 1919 stellte die KED Berlin die Züge wieder ein. Ab dem 1. Mai 1909 verlängerte die KED einzelne bislang in Werneuchen endende Zugläufe an Sommersonntagen bis Tiefensee, ab dem 1. Mai 1914 auch werktags. Zur Entlastung des Schlesischen Fernbahnhofs fuhren ab dem 15. Mai 1918 einzelne Vorortzüge Richtung Strausberg vom Wriezener Bahnsteig ab. Nach der Elektrifizierung der Stadtgleise stellte die Reichsbahn diese Züge ein. Bis 1937 fuhren einzelne Züge an Sonntagabenden von der Ostbahn kommend zum Wriezener Bahnhof.
Ab dem Sommerfahrplan vom 15. Mai 1928 fuhren täglich vier Zugpaare zwischen Berlin und Jädickendorf, weitere zwei bis vier Zugpaare zwischen Berlin und Wriezen sowie weitere fünf beziehungsweise werktags zehn Zugpaare zwischen Berlin und Werneuchen. Im Sommerfahrplan von 1939 waren zwischen Berlin und Jädickendorf beziehungsweise Königsberg täglich fünf Zugpaare unterwegs, weitere drei Zugpaare fuhren zwischen Berlin und Wriezen. Zusammen mit den rund 13 Zugpaaren zwischen Berlin und Werneuchen beziehungsweise Tiefensee bestand tagsüber zwischen Berlin und Werneuchen eine annähernd stündliche Verbindung. Sämtliche Züge durften bis Werneuchen zum Vororttarif genutzt werden. Während des Krieges dünnte die Reichsbahn das Angebot zwischen Werneuchen und Wriezen auf täglich drei Zugpaare, davon zwei weiter bis Königsberg, aus. Auf der Vorortstrecke blieb das Angebot hingegen weitgehend beständig.
Nach der erneuten Teilinbetriebnahme von Berlin-Lichtenberg nach Werneuchen am 25. November 1945 fuhren auf diesem Abschnitt zunächst täglich vier Zugpaare. Der Halt am Magerviehhof wurde nicht mehr bedient. Ab dem 4. Mai 1947 fuhren die Züge wieder bis Berlin Wriezener Bahnhof, ab dem 17. Mai 1947 fuhren zwei Zugpaare wieder bis Tiefensee. Am 18. August 1947 nahm die Deutsche Reichsbahn den durchgehenden Verkehr von Berlin nach Wriezen mit einem gemischten Zugpaar auf. Im Winterfahrplan 1947/48 waren je zwei Zugpaare ab Berlin bis Werneuchen, Tiefensee und Wriezen vorgesehen. Ab dem Sommerfahrplan 1949 waren zwischen Berlin und Werneuchen zehn Zugpaare vorgesehen, von denen zwei bis Tiefensee weitergeführt werden. Die beiden Zugpaare Richtung Wriezen endeten hingegen seit Sommer 1948 in Werneuchen. Am 12. Dezember 1949 wurde der Wriezener Bahnhof für den Reiseverkehr geschlossen und die Züge zum Bahnhof Lichtenberg zurückgezogen.

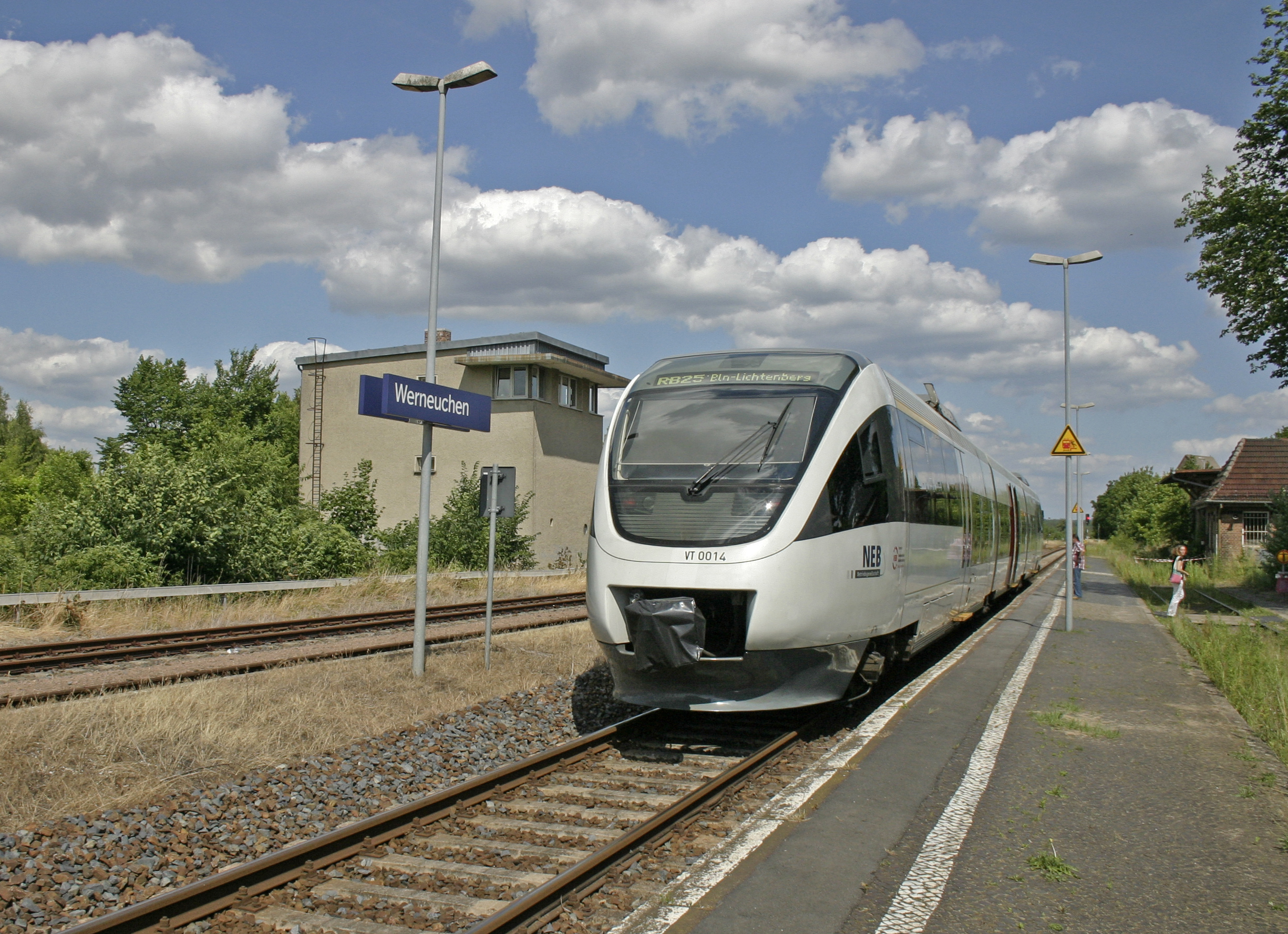
Bahnhof Werneuchen mit Bombardier Talent der Niederbarnimer Eisenbahn (2015)

Ab Sommer 1956 fuhren die Wriezener Züge wieder bis Berlin-Lichtenberg durch. Das Zugangebot blieb in den Folgejahren mit etwa fünf Zugpaaren zwischen Berlin und Wriezen weitgehend konstant. Auf dem Abschnitt Berlin – Werneuchen verdichteten zusätzliche Zugpaare das Angebot auf einen annähernden Stundentakt. Etwa die Hälfte dieser Züge fuhr bis beziehungsweise ab Tiefensee. Der Winterfahrplan 1981/82 sah ab Berlin sechs Züge bis Werneuchen, weitere sieben bis Tiefensee und fünf bis Wriezen vor. In der Gegenrichtung waren fünf Züge ab Wriezen, weitere acht Züge ab Tiefensee und nochmals sechs Züge ab Werneuchen nach Berlin vorgesehen. Der Berliner Endbahnhof befand sich vom 18. Februar 1974 bis 28. September 1975 vorübergehend und ab dem 25. September 1976 dauerhaft in Marzahn. Am 1. Februar 1981 zog die Reichsbahn die Reisezüge bis Berlin Otto-Winzer-Straße (seit 1992: Berlin Mehrower Allee) zurück, ab 30. Dezember 1982 endeten die Züge in Ahrensfelde.
Mit dem ab 31. Mai 1992 gültigen Fahrplan führte die Deutsche Reichsbahn auf der als Regionalbahnlinie R7 bezeichneten Verbindung den Stundentakt zwischen Ahrensfelde und Werneuchen ein. Sechs Zugpaare fuhren über Werneuchen hinaus bis Wriezen. Ab 23. Mai 1993 weitete die Reichsbahn das Angebot zwischen Werneuchen und Wriezen auf acht Zugpaare aus, von denen drei über Bad Freienwalde (Oder) nach Angermünde verlängert wurden. Zudem ging der Abschnitt Ahrensfelde – Berlin-Lichtenberg wieder in Betrieb. Der Jahresfahrplan 1994/95 sah zwischen Wriezen und Werneuchen insgesamt sieben Zugpaare vor, die allesamt bis Bad Freienwalde (Oder) verkehrten. Im Jahr darauf wechselte die Linienbezeichnung von R7 in RB25. Ab dem Jahresfahrplan 1996/97 zog die Deutsche Bahn die Züge wieder bis Wriezen zurück und führte mit neun Zugpaaren auf dem Ostabschnitt einen durchgehenden Zweistundentakt ein. Wegen der geringen Auslastung des Ostabschnittes teilte die Deutsche Bahn die Verbindung am 31. Mai 1997 in die Linien RB25 und RB30 mit Brechpunkt in Tiefensee auf. Während der Stundentakt auf der RB25 zwischen Berlin-Lichtenberg und Werneuchen bestehen blieb, fuhren acht Zugpaare weiter bis Tiefensee, wo jeweils Anschluss zur RB30 und umgekehrt bestand. Je ein Früh- und Spätzug fuhr ab Berlin-Lichtenberg bis Wriezen durch sowie morgens ein Zug der Gegenrichtung. Am 19. April 1998 wurde schließlich die RB30 eingestellt.
Ab 2004 führte die Ostdeutsche Eisenbahn (ODEG) den Personenverkehr von Berlin bis Tiefensee unter der Linienbezeichnung OE25 durch. Mit Beginn des Fahrplanes 2006/2007 am 10. Dezember 2006 wurde der Personenverkehr auf dem Abschnitt Werneuchen – Tiefensee ebenfalls eingestellt. Zum Fahrplanwechsel am 9. Dezember 2012 erhielt die Linie wieder die alte Bezeichnung RB25.

#### S-Bahn-Verkehr

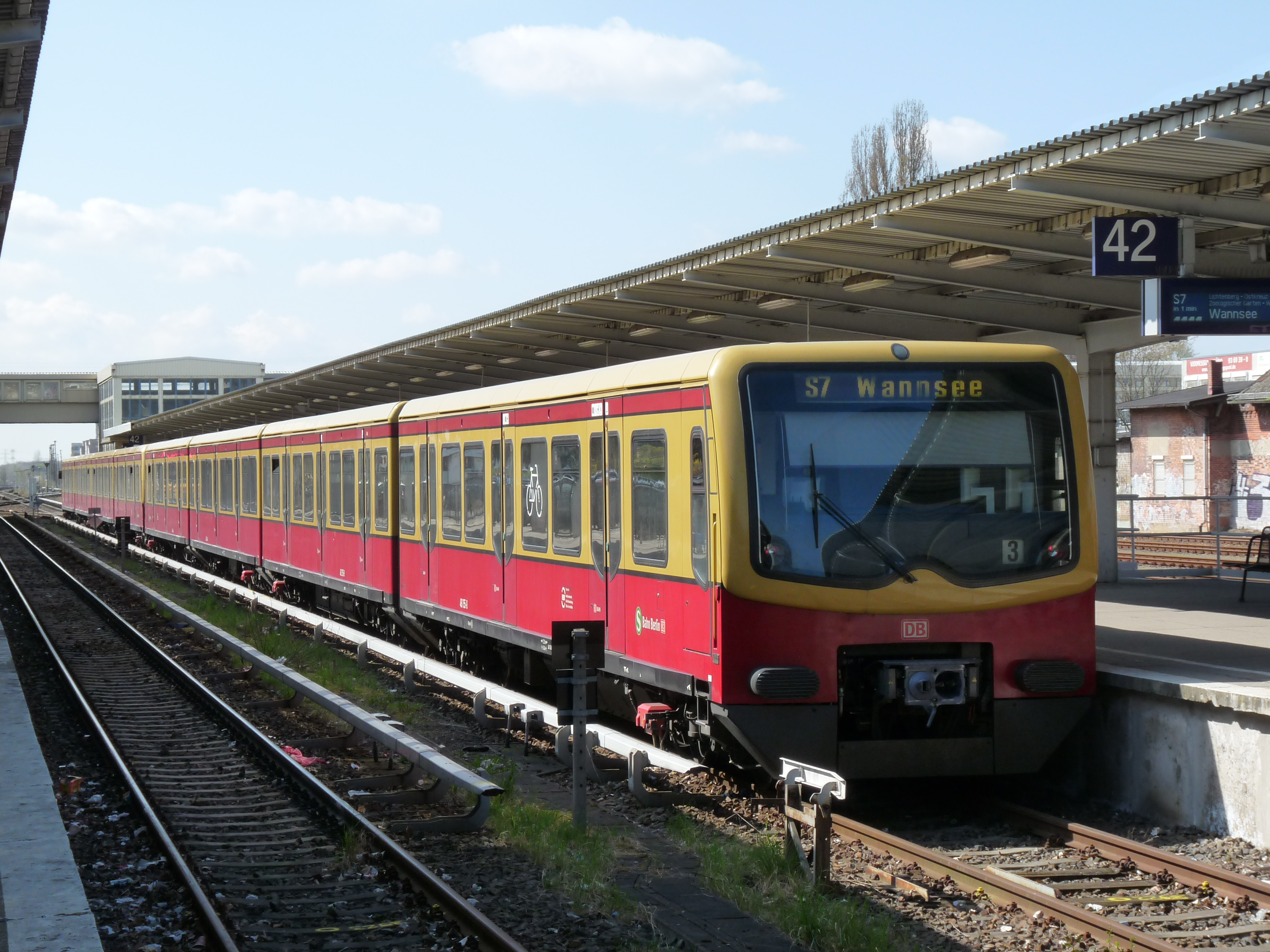
Triebwagen der Baureihe 481/482 auf der S7 in Ahrensfelde (2016)

Die ab dem 30. Dezember 1976 verkehrende S-Bahn fuhr mit der Zuggruppe P (Funkname „Paula“) tagsüber zwischen Warschauer Straße und Berlin-Marzahn im Zwanzigminutentakt. Ab dem 28. September 1979 ergänzte sie die Zuggruppe R („Richard“) zu den Hauptverkehrszeiten, ab 1986 ganztags. Die Zuggruppe Paula fuhr ab dem 15. Dezember 1980 bis Otto-Winzer-Straße, die Zuggruppe Richard ab dem 7. September 1981 bis Bruno-Leuschner-Straße (seit 1992: Berlin Raoul-Wallenberg-Straße). Ab dem 30. Dezember 1982 endeten beide Zuggruppen in Ahrensfelde. Die Zuggruppen wurden stadtseitig bis Berlin Alexanderplatz, später auch Friedrichstraße verlängert und ab 1985 durch eine weitere Zuggruppe RI („Siegfried“) in den Hauptverkehrszeiten verstärkt. Seit dem 2. Juni 1991 sind die Zuggruppen in der Linie S7 zusammengefasst. Westlicher Endpunkt der Linie ist seit 1993 Potsdam Stadt (seit 1999: Potsdam Hbf). 1994 änderten sich die Zuggruppenbezeichnungen von P, R und RI auf O („Otto“), OI („Olaf“) und OII („Olive“).

### Güterverkehr
Mit dem Bau der Strecke bestand die Möglichkeit, die land- und forstwirtschaftlichen Erträge aus dem Oderbruch und den Hängen des Barnim auf kürzerem Wege nach Berlin zu transportieren. Einen weiteren Aufschwung im Viehtransport bescherte der 1903 eröffnete Magerviehhof Friedrichsfelde. Insbesondere Obst, Gemüse und Kartoffeln kamen über die Wriezener Bahn zum Ostgüterbahnhof, teilweise wurden diese nachts über die Stadtbahn zur Zentralmarkthalle am Bahnhof Alexanderplatz überführt. Im Eingang waren vor allem Bau- und Brennstoffe sowie Dünge- und Futtermittel zu verzeichnen. Den 1903 eröffneten Magerviehhof bedienten separate Übergabezüge ab Lichtenberg. Der 1938 eröffnete Flugplatz Werneuchen erhielt seine Treibstoffe ebenfalls über die Bahn.
Anfang der 1960er Jahre war auf der Strecke täglich ein Nahgüterzugpaar von Berlin-Rummelsburg Rbf nach Wriezen und in der Gegenrichtung von Wriezen nach Berlin-Pankow eingelegt. Zwischen 1966 und 1971 schloss die Reichsbahn dann nahezu sämtliche Bahnhöfe für den Güterverkehr und konzentrierte den Einzelwagenverkehr auf Werneuchen, wo ein Agrochemisches Zentrum bestand. Werneuchen und Leuenberg wurden in den 1970er Jahren von Wriezen aus bedient. In den 1980er Jahren waren täglich zwei Nahgüterzugpaare zwischen Berlin Wuhlheide Rbf und Wriezen eingelegt. Das ab 1968 vom PCK-Werkbahnhof in Stendell aus bediente Großtanklager bei Seefeld fertigte täglich zwei Güterzüge Richtung Berlin-Pankow sowie später nach Seddin ab. Im Sommer 1991 wurden die Frachten ab Werneuchen über Wriezen und Eberswalde Hbf abgefahren. Im Jahresfahrplan 1992/93 wurden die Bahnhöfe Leuenberg, Werneuchen und Seefeld von Wriezen aus bedient. Übergabefahrten für Berlin-Marzahn übernahm der Bahnhof Berlin Nordost.
Am 10. Januar 1993 stellte die Deutsche Reichsbahn den Güterverkehr zwischen Werneuchen und Wriezen ein, im gleichen Jahr wurde der Gleisanschluss zur Berliner Werkzeugmaschinenfabrik in Berlin-Marzahn abgebaut. Um 1996 endeten die Bedienfahrten für Seefeld, sodass Werneuchen nunmehr den letzten Unterwegsbahnhof mit Güterverkehr darstellt. Anstelle von Treibstoffen werden seit der Wende vor allem Baustoffe transportiert. Die Wagen werden von Berlin Nordost aus zugeführt.

## Betriebsmaschinendienst

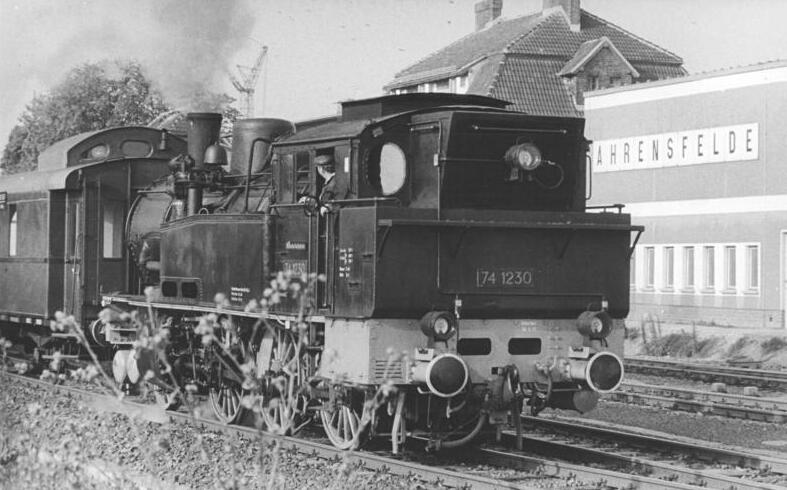
74 1230 vor einem Sonderzug in Ahrensfelde (1986)

Für den Betriebsmaschinendienst auf der Wriezener Bahn waren insbesondere die Bahnbetriebswerke (Bw) Berlin-Lichtenberg und Wriezen verantwortlich. In Werneuchen und Sternebeck befanden sich Wasserstationen, in Werneuchen ab 1899 ferner auch ein zweiständiger Lokschuppen für die hier einsetzenden Vorortzüge.
Die Betriebswerkstätte (Bwst) Lichtenberg, wie das Bw zur Länderbahnzeit hieß, stellte die Lokomotiven bereits während des Streckenbaus für die Arbeitszüge. Es waren anfangs dreifach gekuppelte Schlepptenderlokomotiven der Gattungen G 3 (spätere BR 5370–71) und G 41 (BR 5376). Im Personenverkehr zwischen Lichtenberg und Werneuchen waren zunächst Tenderlokomotiven der Gattung T 92 (BR 910–1) im Einsatz. Die Bwst Wriezen beteiligte sich nach der Streckenvollendung im Oktober 1898 an der Zugbildung. Im Güterverkehr waren anfangs auch Lokomotiven der KED Bromberg anzutreffen, der einer der beiden Lichtenberger Lokschuppen gehörte. Die Züge wurden mit Maschinen der Gattungen G 3, G 51 (BR 540), G 52 (BR 542–3), G 71 (BR 550–6), G 72 (BR 557–14) und T 3 (BR 8970–75) bespannt. Vor Personenzügen waren vornehmlich Tenderlokomotiven der Typen T 7 (BR 8978), T 93 (BR 913–18) und T 11 (BR 740–3), später auch T 12 (BR 744–13) anzutreffen. Teilweise bespannte auch das Bw Berlin-Friedrichsfelde die Vorortzüge.
Im Jahr 1920 erhielt das Bw Wriezen zwei Heißdampf-Lokomotiven der Gattung G 81 (BR 5525–56). Kurz darauf, nach anderer Quelle bereits 1918, kamen die ersten Maschinen der Gattung G 10 (BR 5710–35). Die Baureihe 57 dominierte den Güterzugdienst bis in die 1940er Jahre, bevor diese Lokomotiven an die Ostfront abkommandiert wurden. Als Ersatz kamen Lokomotiven der Baureihe 562–8 sowie ab 1942 die Einheitsdampflokomotiven der Baureihe 50, später die Kriegslokomotiven der Baureihe 52 zum Einsatz.
Ab 1923 waren die ersten Tenderlokomotiven der Gattung T 18 (BR 780–5) im Reisezugdienst anzutreffen, Ende der 1930er Jahre dominierten sie den Reisezugverkehr auf der Wriezener Bahn. Im Vorortverkehr zwischen Berlin und Werneuchen beziehungsweise Tiefensee fuhr vornehmlich die Baureihe 744–13. Die Tenderlokomotiven waren bevorzugt, da weder in Werneuchen noch am Wriezener Bahnhof in Berlin eine Drehscheibe existierte. Ob die ab 1928 in Wriezen stationierten Einheitslokomotiven der Baureihe 24 auch auf der Strecke zum Einsatz kamen, ist nicht belegt. Ende der 1930er Jahre beabsichtigte das Reichsverkehrsministerium den Einsatz von Verbrennungstriebwagen für den Zuglauf Berlin – Königsberg (Neumark). Die Reichsbahndirektion Berlin lehnte das Vorhaben ab mit Verweis auf die fehlenden Fahrzeuge und die noch zu errichtenden Tankanlagen. Sie schlug stattdessen die Elektrifizierung der Strecke mittels Stromschiene und die Ausdehnung des Vororttarifs bis Werneuchen vor, um das Umsteigen in Berlin-Lichtenberg zu vermeiden. Letzteres wurde 1938 umgesetzt.

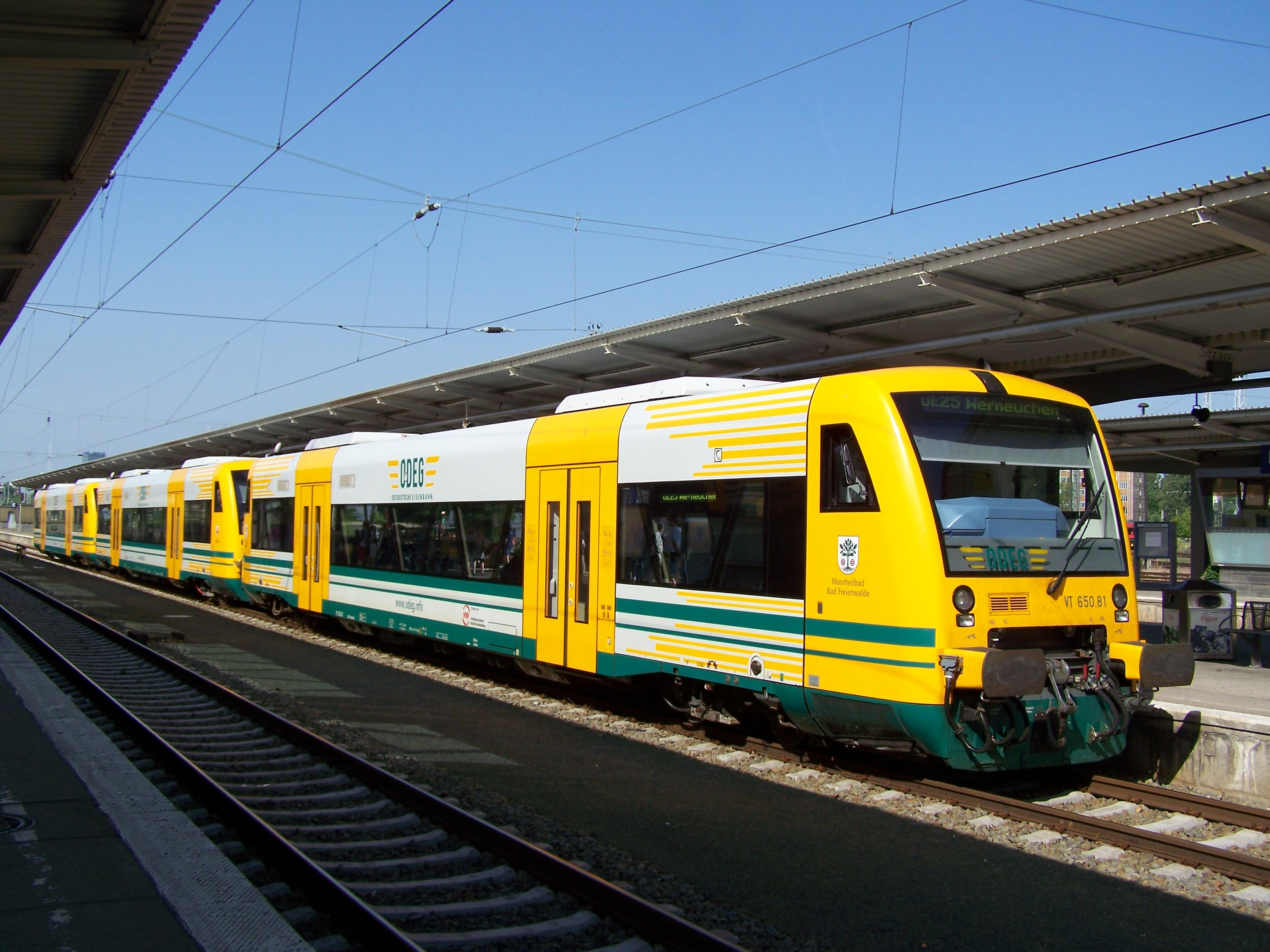
Drei Regio-Shuttle der ODEG auf der Linie RB25 in Berlin-Lichtenberg (2008)

Nach dem Zweiten Weltkrieg war neben vereinzelten Lokomotiven der Baureihe 780–5 vorwiegend die Baureihe 744–13 im Reisezugdienst anzutreffen. Die Baureihe 52 war sowohl im Reisezug- als auch im Güterverkehr anzutreffen. Nach der Verstaatlichung der Oderbruchbahn sollen Anfang der 1950er Jahre einzelne Leistungen zwischen Wriezen und Tiefensee von einer 8962 mit Schlepptender erbracht worden sein. Ab 1959 waren für den Personenzugverkehr Lokomotiven der Baureihe 3810–40 in Wriezen stationiert, sie übernahmen in der Folgezeit einen Großteil der Leistungen auf der Wriezener Bahn. Im Güterzugverkehr waren vermehrt die Maschinen der Baureihe 52 des Bw Wriezen anzutreffen, nachdem zuvor auch andere Bahnbetriebswerke wie Eberswalde einzelne Leistungen übernommen hatten. Nach der Auflösung des Bw Wriezen Ende der 1960er Jahre und der Ausmusterung der letzten Vertreter der Baureihe 38 waren kurzzeitig Lokomotiven der Baureihen 62 und 6510 anzutreffen, vereinzelt auch Neubauloks der Baureihe 2310 (ab 1970 BR 3510). Ab 1973 kamen die ersten Diesellokomotiven der Baureihe 110 (später BR 112, ab 1992: BR 202) auf der Strecke zum Einsatz. Drei Jahre darauf führte die DR auf der Strecke den Wendezugbetrieb ein. In den 1990er Jahren übernahmen teilweise die sechsachsigen Maschinen der Baureihe 119 (ab 1992: BR 219) die Bespannung. Die Deutsche Bahn setzte parallel hierzu auch Verbrennungstriebwagen der Baureihe 628 ein. Auf der 1997 kurzzeitig eingerichteten Regionalbahnlinie RB30 zwischen Tiefensee und Wriezen kamen Leichtverbrennungstriebwagen der Baureihen 772 zum Einsatz. Mit der Übernahme der Personenbeförderung durch die Ostdeutsche Eisenbahn kamen Triebwagen des Typs Stadler Regio-Shuttle RS1 (BR 650) auf die Strecke. Die Niederbarnimer Eisenbahn setzte zum Betriebsstart im Dezember 2014 ebenfalls Regio-Shuttles sowie Triebwagen vom Typ Bombardier Talent (BR 643) ein. Der Einsatz von Triebwagen des Typs Pesa Link (BR 632) sollte ab Dezember 2015 erfolgen, im Juni 2016 erhielten die ersten Triebwagen ihre Zulassung vom EBA. Zum Fahrplanwechsel im Dezember 2024 sollen batterieelektrische Züge vom Typ Siemens Mireo Plus B zum Einsatz kommen.